# Giacomo Agostini
Pour les articles homonymes, voir Agostini et AGO.
Giacomo Agostini (né le 16 juin 1942 à Brescia, Italie) est un pilote de vitesse moto dans les catégories 350 cm3, 500 cm3 et 750 cm3.
Surnommé Ago, il est encore aujourd'hui le pilote de motos le plus titré de l'histoire du championnat du monde, avec quinze titres mondiaux, record qu'il sera difficile d'approcher car il courait dans deux catégories par week-end. Il a été titré dans deux catégories différentes (350 et 500) pendant cinq années consécutives, de 1968 à 1972.
Ses succès sont dus à ses talents incontestables de pilote et de metteur au point. Il a été un des premiers pilotes affichant un tel niveau de professionnalisme, travaillant avec méthode et permettant à ses équipes d'amener ses machines, les MV Agusta, puis les Yamaha 0W, au plus haut niveau.
En 1999, son nom est ajouté au Motorcycle Hall of Fame de l'American Motorcyclist Association.
En février 2015 Giacomo Agostini est devenu - après l'Espagnol Ángel Nieto - le deuxième pilote à avoir son étoile sur le Jerez Walk of Fame en Espagne.
En mai 2015, une plaque qui lui est dédiée a été incluse dans le Walk of Fame du sport italien à Rome, réservé aux anciens athlètes italiens qui se sont distingués au niveau international,,.
Reconnu pour son palmarès au niveau international, il est l'une des quarante-six personnalités sportives membres de l'Académie des Laureus World Sports Awards. Il a été également intronisé au temple de la renommée des Grands Prix moto le "Moto GP Legends".

## Biographie

### Les débuts
Aîné de quatre frères (avec Gabriele, Mauro et Felice), Giacomo Agostini est né dans un hôpital de Brescia, où sa mère Maria Vittoria avait été prudemment hospitalisée en prévision d'un accouchement difficile. Son père Aurelio exerçait les fonctions de secrétaire municipal à Costa Volpino et était également propriétaire d'une petite entreprise de transport avec barges et remorqueurs sur le lac d'Iseo.
Il passe les premières années de sa vie, dans le Val Camonica, et plus précisément dans le hameau de Lanico de la commune de Malegno, jusqu'à ce que la famille déménage à Lovere.
Giacomo a toujours été considéré par tout le monde, y compris la presse, comme un natif de Lovere, à tel point que les données sont souvent rapportées de manière erronée même dans certaines biographies.
Depuis qu'il est enfant, il est fortement attiré par le monde des moteurs, mais est contraint de limiter ses premiers engagements à des compétitions clandestines organisées par des enfants, chevauchant le cyclomoteur Bianchi "Aquilotto" familial, sur les routes de terre sinueuses qui bordaient le lac d'Iseo. Malgré la ferme opposition de son père à la carrière précaire, dans tous les sens du terme, de pilote, il est de tous ces gymkhanas sur deux roues.
Il a son premier contact avec la moto à l'âge de neuf ans, lorsqu'il décide d'emprunter le scooter Moto Guzzi "Galletto" de son père pour faire quelques tours en ville. Arrivé sur la place, il tombe après l'arrêt du véhicule, n'ayant pas bien évalué la longueur de ses jambes et donc l'impossibilité de toucher le sol avec ses pieds.
Avec "l'Aquiletto", il est pourtant un véritable "magicien" et parvient régulièrement à battre les spécialistes de la province dans les gymkhanas organisées à l'occasion des fêtes de village.
Il réussit finalement à obtenir une moto tout-terrain de marque Moto Parilla (it) en cadeau, mais le trophée national Gincane (it) nouvellement créé, réservé aux membres de la Fédération Motocycliste Italienne (FMI) (it), lui interdit de participer aux compétitions les plus importantes.
À 18 ans, âge minimum alors prévu en Italie pour s'inscrire, sous réserve d'une autorisation paternelle, aux compétitions officielles, l'insistance de Giacomo se fait pressante. Le père, craignant peut-être d'être trop strict, a consulté le notaire âgé de la famille, pour entendre son opinion concernant sa crainte que la moto soit trop dangereuse ou puisse distraire son fils de ses études. Le notaire austère, notoirement sage, mais aussi assez sourd, a compris « vélo » (bicicletta) au lieu de « moto » (motocicletta), et a statué : « Allez Aurelio, signez. Faites-lui faire du sport. Le sport, c'est bien, surtout pour les jeunes. Ça les éloigne d'autres distractions, d'autres dangers. »

C'est grâce à ce petit quiproquo que Giacomo Agostini, en 1961, réussit à avoir la moto de ses rêves et celle de la plupart de ses pairs : une Moto Morini 175 Settebello.

Les motos des débuts.
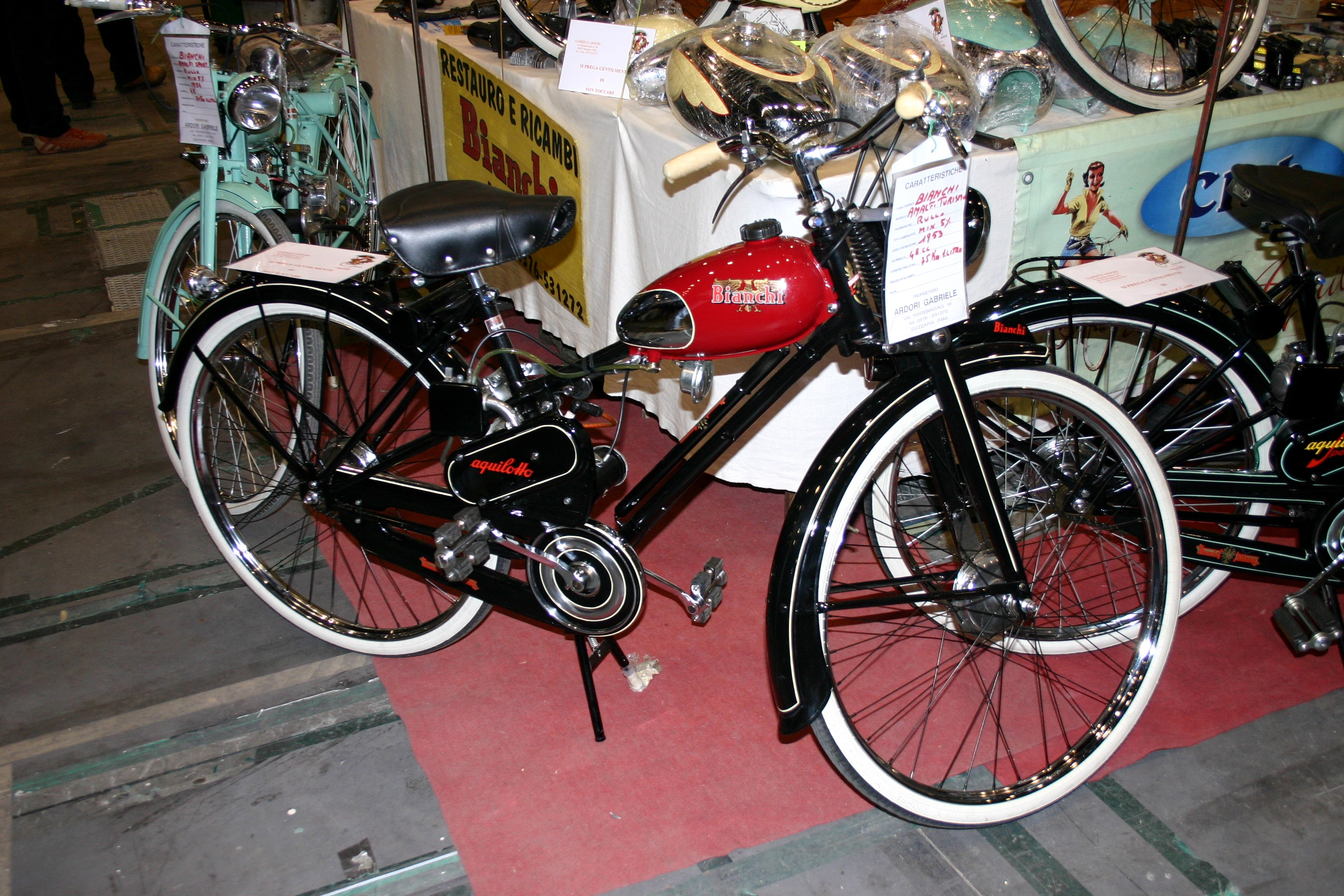
La première monture du jeune Giacomo, le cyclomoteur 48 cc Bianchi "Aquilotto" (aiglon).
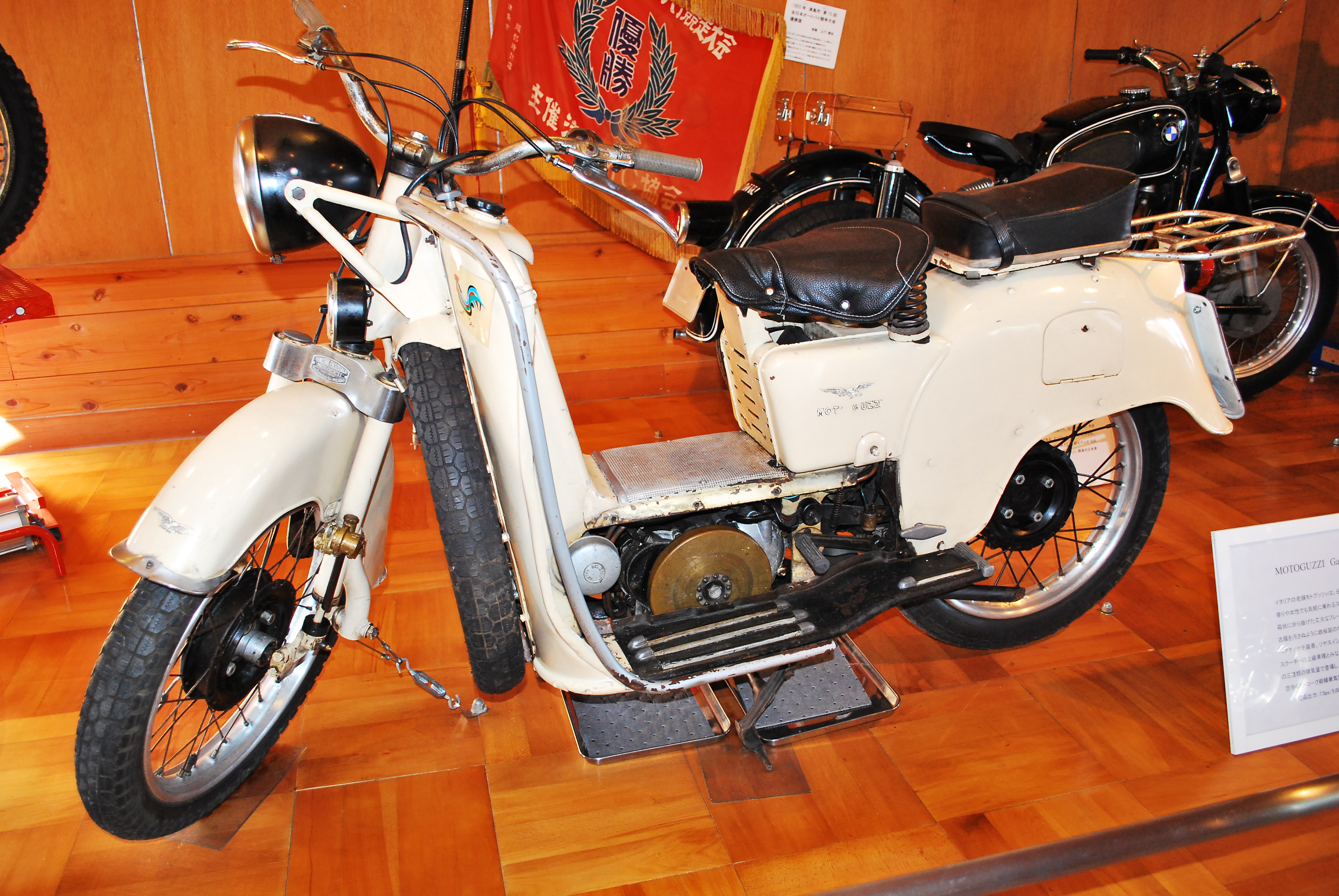
Le scooter Moto Guzzi "Galletto" (Jeune coq) d'Aurelio Agostini.
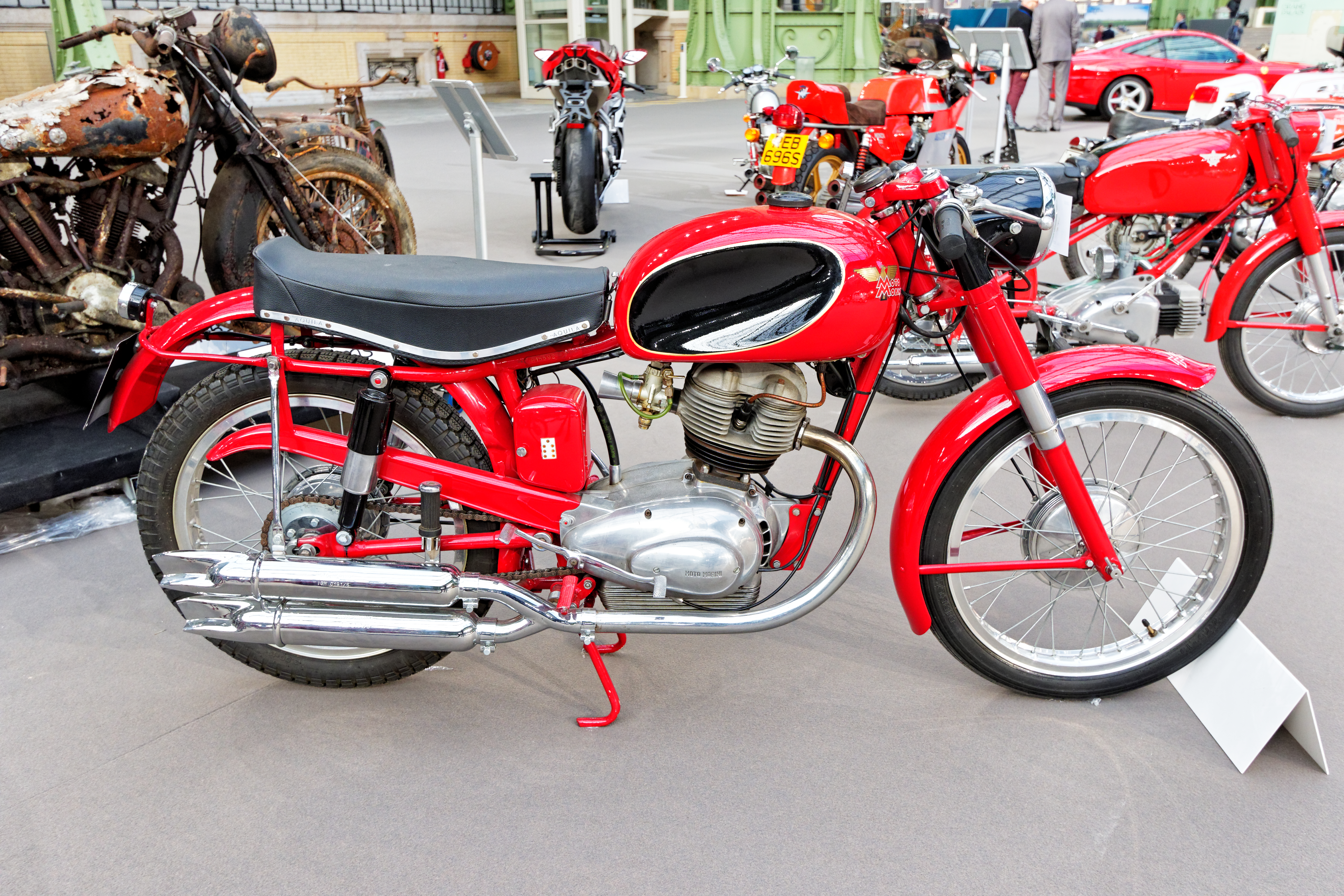
Moto Morini 175 Settebello (version route).
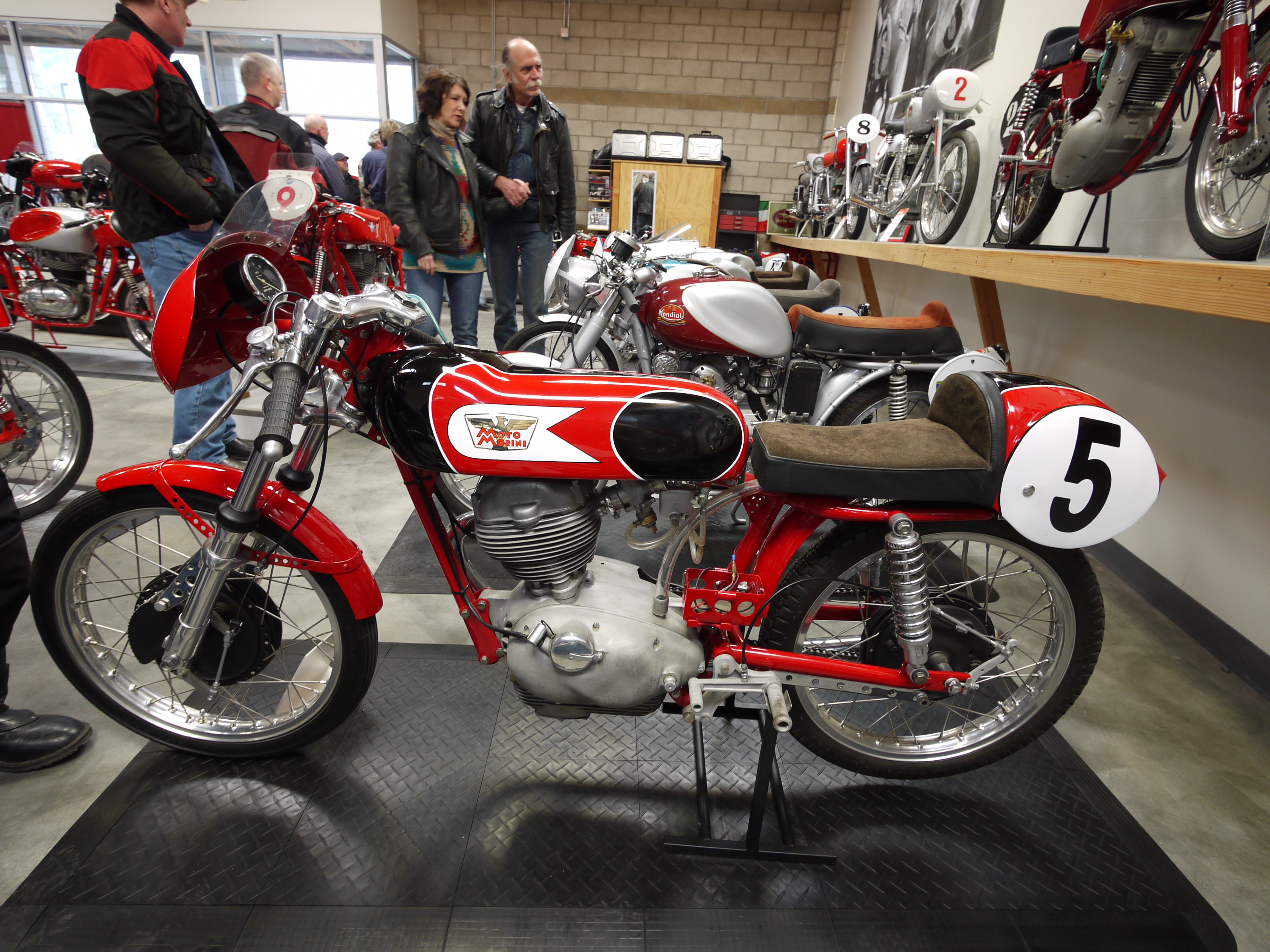
Moto Morini 175 Settebello, modifiée "Aste Corte" de 1961.

Mais l'achat de la moto, cependant, n'est pas sans obstacles. Principalement parce que son père lui a donné la permission de l'acheter, mais pas l'argent pour le faire. Giacomo qui initialement a choisi une Motobi 175 (en réalité une Benelli), en la commandant directement au constructeur de Pesaro avec les options "course" (freins, pneus, boîtes de vitesses et carburateurs adaptés aux compétitions) attend fébrilement, mais les semaines et les mois passent sans que la moto ne soit livrée. Craignant de rater le début de la saison sportive, Giacomo se rend chez le concessionnaire Rovaris à Bergame, et achète une "Settebello" de route, pour 500 000 Lires payables en 30 mensualités.
Le choix de la cylindrée a été déterminé par le fait que la classe 175 était la plus importante des championnats de vitesse juniors de l'époque. Les mensualités de la moto sont honorées avec les prix gagnés en course et, surtout, avec les paris remportés dans les défis moto sur la côte du lac d'Iseo.
Certains biographes pensent que si Agostini avait d'abord commencé la compétition, puis fait ses débuts au Championnat du monde à l'âge de dix-sept ans, comme Ángel Nieto, il aurait pu obtenir des résultats encore meilleurs. D'autres, en revanche, soutiennent que l'approche plus mature du monde de la course a permis au pilote de combiner un grand talent de pilote avec une approche rationnelle du développement de ses machines, constituant ainsi la condition préalable nécessaire aux résultats étonnants obtenus.

### Pilote privé
La première course officielle, à laquelle il participe avec le flamboyant "Settebello" portant les couleurs du Costa Volpino Moto Club, est la course de côte "Trento-Bondone" du 18 juillet 1961, dans laquelle il termine deuxième, derrière le célèbre Attilio Damiani, champion d'Italie en titre et considéré comme imbattable dans les contre-la-montre. D'autres courses suivent avec de bons classements et quelques chutes qui, heureusement, n'endommagent pas sérieusement la moto.
Pendant l'hiver, le "Settebello" est équipé d'un frein avant à double came Oldani et le moteur est envoyé à la société mère pour le traitement nécessaire. Le premier contact entre Agostini et l'équipe de course Moto Morini a lieu lors d'une course de la Temporada Romagnola (it) à Cesenatico, le 1ermai 1962, dans des conditions qui ne sont pas les meilleures.
En effet, après avoir obtenu le meilleur temps aux essais, la monture de Giacomo est sabotée pendant la nuit, dans le parc fermé, par des inconnus qui coupent le câble  d'accélérateur, rendant impossible sa participation à la course. Pour tenter de trouver une pièce de rechange, Giacomo se précipite dans les stands de Moto Morini, où le directeur sportif Dante Lambertini, qui n'a pas le câble requis est désolé pour l'acte antisportif. En guise de consolation, il propos à Giacomo de faire quelques tours de piste avec le "mulet" officiel, lors des essais libres du matin. Après un seul tour de chauffe, Agostini sur cette moto abaisse le temps de qualification et, au tour suivant, établi le record de la piste.
Cela a suffi à Lambertini pour lui confier la moto afin qu'il puisse participer à la course. Agostini domine d'abord la course, mais doit repasser aux stands pour réparer le levier de vitesse plié dans un accrochage et il termine à la troisième place.
Il attribue cet épisode au manque de concentration dû à la nuit mouvementée qu'il a passée et cela l'a déterminé à adopter désormais un comportement d'avant-match "monastique" tout au long de sa carrière ultérieure. En effet, malgré sa passion pour les femmes, chaleureusement partagée par ses admiratrices, Agostini prend l'habitude de passer les jours précédant les courses dans une abstinence totale de rapports sexuels et de libations alcoolisées. Il prit également l'habitude de passer la nuit à l'hôtel, afin de se tenir à l'écart de l'atmosphère agréable, mais parfois agitée, qui animait habituellement les nuits du « Continental Circus ».
Le 27 mai, à San Luca près de Bologne, Agostini participe à une course avec sa "Settebello" d'origine et gagne en un temps record, prenant la première place au général. Parmi les spectateurs se trouvait Alfonso Morini (it) (1898-1969), qui remarque l'importance de cette victoire, notamment par rapport à la rareté des moyens avec lesquels elle a été obtenue. Le « commendatore » - et ancien pilote - se présente le soir même à la pension où loge Giacomo et lui offre une moto officielle, ainsi que l'engagement dans l'équipe de course. Totalement inattendue, la proposition dépasse tous les espoirs les plus fous d'Agostini qui donne immédiatement son approbation enthousiaste, mais elle doit également être formellement approuvée par son père, car Giacomo est encore mineur pour quelques semaines.

### Pilote Moto Morini
Après avoir surmonté le problème de la signature du contrat de travail par un père de plus en plus inquiet, la carrière sportive de Giacomo Agostini commence à prendre des caractéristiques professionnelles. Maintenant, il pilote un "Settebello Aste Corte", préparé pour lui par le département course de Moto Morini et est accompagné par un mécanicien pour l'assistance technique. Le seul doute qui reste est le type de spécialité auquel s'inscrire.
Dans les courses de côte, où l'habileté du pilote compte bien plus que la puissance du moteur, il a toujours obtenu d'excellents résultats, mais avec la moto d'usine, il aurait également pu bien faire dans les courses sur circuit. Ne sachant pas comment se déterminer, il décide de participer à la fois au championnat italien de la montagne et au championnat italien junior de vitesse.
En 1963, il remporte les deux championnats en gagnant toutes les courses de la saison, à l'exception de deux courses du championnat junior, dans lesquelles il termine deuxième. Une telle démonstration de talent et d'esprit de compétition, ainsi que l'abandon tumultueux de Tarquinio Provini parti chez Benelli, convainquent Moto Morini de promouvoir Ago en tant que premier pilote du département course, en l'alignant dans le championnat senior italien et au Championnat du Monde, au guidon de la "250 Bialbero" surnommée « le monocylindre le plus rapide du monde ». Le championnat d'Italie 250 cm3 est également ajouté à son planning.
Comme à Hockenheim en mai grâce à Tarquini, les Morini se sont avérées capables de battre la Honda de Jim Redman. En conséquence, en septembre pour le GP des Nations le commandatore Morini confie une 250 officielle à sa nouvelle recrue. Giacomo Agostini, le 15 septembre 1963 pour son premier Grand Prix sur le rapide circuit de Monza, mène trois tours avant d'abandonner à cause d'un collecteur d'échappement cassé.
Après avoir ainsi fait ses débuts à domicile au GP des Nations 1963, il remporte à Modène, le 19 mars 1964 la première manche du championnat d'Italie en devançant son coéquipier Silvio Grassetti (it) et Bruno Spaggiari (it) (MV Agusta).
Pour sa première course internationale en 250 il est engagé dans la prestigieuse Shell Gold Cup, le 19 avril 1964 sur le circuit d'Imola, où il affronte son ancien coéquipier Provini et son quatre cylindres Benelli. Au terme d'une course âprement disputée, Agostini s'impose, signant des temps de course et des temps au tour inférieurs à ceux enregistrés par Jim Redman sur Honda, vainqueur de la classe 350.
Il fait ensuite ses débuts à l'étranger sur le Circuit de Solitude à Stuttgart, le 19 juillet 1964, au GP d'Allemagne de l'Ouest et, par la suite, participe une nouvelle fois au GP des Nations sur le circuit de Monza, remportant la 4e place dans les deux courses. Il est donc 12e au classement final du championnat 1964 en 250 cm3 pour sa première et dernière participation dans cette catégorie.
Malheureusement, le budget limité alloué par Moto Morini au département course, qui a déjà été la cause de l'échec de Provini à s'imposer en 1963 dans la catégorie 250, ne peut permettre une participation efficace au championnat du monde du jeune pilote de Bergame, sur lequel de nombreuses équipes posent désormais les yeux.

### Pilote MV Agusta
Duel anglo-italien (1965-1967) 
Malgré son attachement pour Moto Morini et grâce au travail de médiation de son compatriote Carlo Ubbiali qui le recommande au comte Domenico Agusta (it), Agostini atterri chez MV Agusta Reparto Corse. Initialement sa tâche est de développer le nouveau "trois cylindres", puis en tant que second pilote de participer au championnat du monde 1965 dans les catégories 350 cm3 et 500 cm3, afin d'appuyer son coéquipier britannique, l'expérimenté Mike Hailwood, champion du monde en titre en 500 cm3.
1965 - Agostini, remporte sa première victoire en 500 cm3 lors de la première épreuve du championnat italien. Il a pourtant chuté dans le dernier tour, ce qui lui vaudra une sévère remontrance du Comte Agusta. Agostini gagne le premier GP sur la nouvelle 350 cm3 3 cylindres plus légère et maniable que la 4-cylindres en Allemagne, puis un second en Finlande et un troisième en Italie.

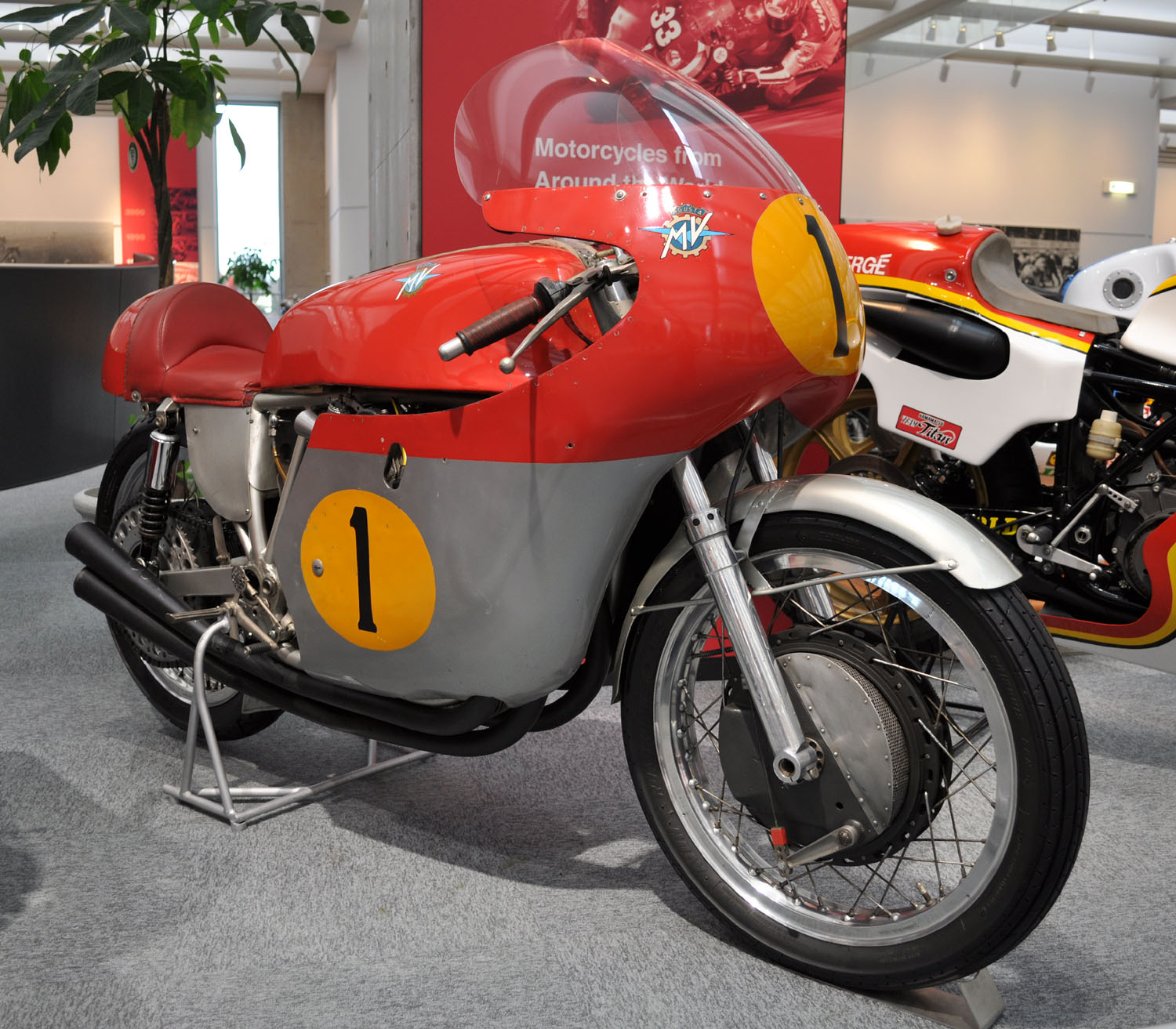
La MV Agusta à quatre cylindres de Mike Hailwood de 1965.

En championnat du monde, il atteint la deuxième position du championnat, dans les deux classes; derrière son coéquipier Mike Hailwood en 500 cm3 et derrière Jim Redman et sa Honda en 350 cm3. Il perd cette dernière et décisive manche japonaise, à cause de la rupture d'un fil électrique mal soudé sur un condensateur qui détermine son abandon. Avoir ainsi raté sa première conquête mondiale en raison d'un échec aussi banal que prévisible, cela exacerbe l'attention d'Agostini aux détails techniques, donnant lieu à l'agitation légendaire qui, tout au long de sa carrière, lui a fait vérifier et revérifier personnellement chaque petit détail.
A la fin du championnat 1965 Hailwood abandonne MV Agusta pour Honda et les saisons suivantes sont caractérisées par une série de duels épiques entre les deux anciens coéquipiers.
En 1966, le premier exemplaire de sa MV Agusta 500/3 est essayé durant les essais du Grand Prix des Pays-Bas. En portant à 55 mm l'alésage de la 350 cm3, les techniciens obtinrent ainsi une cylindrée de 377 cm3, rapidement portée à 420 puis 497,9 cm3. La logique eut voulu que cette 350 cm3 simplement réalésée soit inconduisible, du fait du surcroît de puissance apporté à une moto originellement prévue dans la catégorie inférieure. Paradoxalement, c'est la Honda de Mike Hailwood, avec ses cent chevaux, qui l'est et cette 500 MV/3 devient le symbole des années fastes pour Agostini qui remporte, avec elle, son premier titre dans la catégorie reine.
En Belgique, c'est en 500 cm3, sous une pluie diluvienne, que Jim Redman en troisième position chute et se casse un bras dès le premier tour, victime d'aquaplaning. Hailwood prend la tête devant Agostini mais doit vite abandonner, boîte de vitesse cassée. Agostini remporte sa première victoire de l'année et prend la tête du championnat.
Au GP de Finlande 500 cm3, ce sont officiellement des problèmes de boîte (ou des freins un peu faibles ?) qui empêchent Hailwood de contrer Agostini qui semble, en l'absence de Redman, filer vers le titre mondial. Au classement, Hailwood est remonté à la troisième place en deux GP.
En Ulster, en remportant la course des 500 cm3 devant Agostini, Mike Hailwood relance le suspens du championnat. Seuls ces deux pilotes peuvent désormais briguer le titre.
Sur l'Île de Man, Giacomo Agostini remporte son premier Junior TT (350 cm3) alors qu'Hailwood gagne le Senior TT (500 cm3) devant son rival italien. Hailwood remonte alors à seulement quatre points du total net d'Agostini (34) et pourrait en cas de victoire à Monza devenir le premier pilote à obtenir trois titres la même année.
L'épilogue du championnat 500, qui à lieu à Monza le 11 septembre, est passionnant. Hailwood décide de ne pas participer à la course des 350 cm3, ayant déjà un avantage considérable, et de se concentrer sur la course des 500 cm3. Agostini, en revanche, participe aux 350 cm3, même s'il n'a aucun espoir de classement final, et remporte la manche devant Renzo Pasolini. Il termine vice-champion de cette catégorie.
En 500 cm3, Agostini a pris un mauvais départ, mais a récupéré tour après tour, jusqu'à rattraper et dépasser Hailwood, remportant la course et le titre mondial. Le résultat de la course des 500 cm3 fait la joie du Comte Agusta et du public italien en délire. Pour son dixième titre mondial dans la catégorie reine, la MV Agusta a enfin un champion italien, mais c'est Honda qui gagne le titre constructeur en 500 cm3, comme dans les 4 autres catégories solo.
Hailwood, victime d'un bris de soupape de sa Honda 500 RC 181 F (en) au 7ème tour, n'aura pas réussi son pari et Giacomo Agostini remporte son premier titre mondial. Lors de cette saison mouvementée, ils ont terminé chacun 3 fois à la première place, mais Giacomo l'emporte grâce à ses cinq secondes places contre une.
En 1966, Agostini remporte donc le titre dans la catégorie 500 cm3, devant l'Anglais (et le prive d'un 3e titre la même année) et Hailwood la catégorie 350 cm3, devant l'Italien.
Pour 1967, la firme Honda qui souhaite s'investir en Formule 1 annonce qu'elle abandonne les petites cylindrées. Hailwood va courir dans les trois autres classes alors qu'Agostini se contente des deux catégories supérieures. Le duel de la saison précédente se poursuit donc en 350 cm3 et 500 cm3, attirant le public en foule autour des circuits.

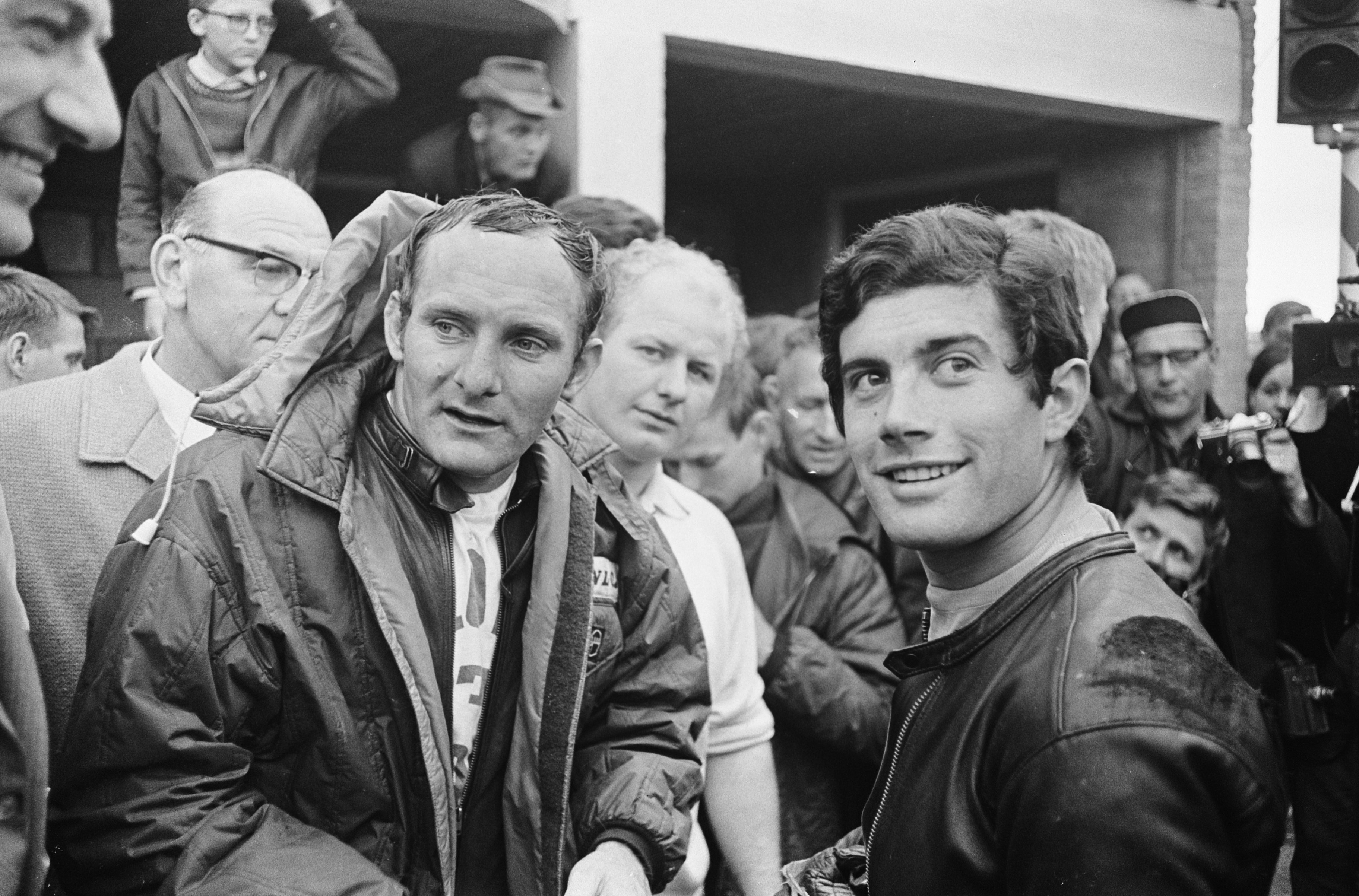
Hailwood et Agostini en 1967.

La première confrontation de la saison à lieu en Allemagne, Mike Hailwood mène le GP 350 de bout en bout au guidon de la nouvelle 6 cylindres en ligne Honda RC174 (de) (de seulement 297 cm3) Agostini est second et ce résultat se répète au TT, aux Pays-Bas et en RDA. En Yougoslavie, une cinquième victoire de Mike Hailwood en 350 lui assure son huitième titre de champion du Monde. Agostini est tombé en panne dans l'avant-dernier tour et a poussé sa machine pour finir 7e. En Ulster, préférant se concentrer sur les 250 et 500, Hailwood a laissé sa machine à Bryans, mais celui-ci ne pourra rien faire contre Agostini qui remporte son premier GP de la saison en 350. En Italie, après un farouche duel entre italiens, Agostini et Pasolini ont abandonné, moteurs cassés. Au Japon MV Agusta et Agostini n'ayant pas fait le déplacement, c'est sans mal que Mike Hailwood remporte la course des 350 devant son coéquipier Bryans.
Lors du duel au sommet en Allemagne dans la catégorie 500 cm3, Hailwood casse sa Honda RC181 (de), laissant Agostini l'emporter en mettant un tour au second, Peter Williams  sur Matchless G50.
Au TT, Hailwood déjà vainqueur en 250 cm3 et 350 cm3 remporte une troisième victoire en 500 cm3  dans ce qui restera comme un des plus beaux Senior TT de l'histoire. Dominant la rétive 500 Honda, Hailwood réussit à rattraper Agostini mais doit s'arrêter aux stands pour ravitailler et changer de lunettes. L'Italien casse soudain sa chaîne dans l'avant-dernier tour, laissant ainsi Hailwood remporter son 6e Senior TT et sa 12e victoire dans l'île. Il reconnaîtra que sans sa mésaventure, Agostini aurait gagné. Les deux protagonistes s'échangent les 2 premières places des courses une grande partie de la saison. Giacomo l'emporte encore en Belgique, en RDA, en Finlande, puis en Italie. En Finlande, un accrochage se produit au départ de la course des 500 cm3, donné sous un véritable déluge. Agostini et Hartle ont pris un bon départ. Hailwood, mal parti, rejoint John Hartle (en) mais est victime d'aquaplaning et chute. La Honda s'écrase contre un arbre mais l'Anglais s'en tire sans mal. Agostini finit la course en vainqueur mais sur deux cylindres. En Italie, la puissance de la 500 cm3 Honda semble devoir donner l'avantage à Hailwood mais des problèmes de boîte et d'échappement percé le ralentissent et laisse la victoire à Agostini.
Au Canada, le froid pousse les organisateurs à réduire la longueur de la course des 500 cm3 de 10 tours. Vu l'enjeu de cette course, Agostini se contente d'assurer en laissant filer Hailwood qui l'emporte. Les deux pilotes finissent donc curieusement tous deux avec 46 points nets et cinq victoires chacun , mais Giacomo Agostini compte une seconde place de plus que l'Anglais et conserve son titre,.
 Le "roi" règne sans partage (1968-1973) 
À la fin de la saison 1967, Honda annonce son retrait de la compétition, mais se déclare tout de même disposé à payer le salaire de Hailwood, tant qu'il ne change pas d'équipe. Les deux anciens pilotes Honda, Hailwood et Bryans, recevront des machines pour les courses hors championnat mais avec interdiction de disputer les GP. La proposition est acceptée par le pilote anglais qui décide de prendre un congé sabbatique et refuse les nombreuses offres reçues, puis décide de tenter l'aventure en Formule 1. L'usine Suzuki ne tarde pas à annoncer elle aussi son retrait.
C'est ainsi que, de manière tout à fait inattendue, Agostini et MV Agusta sont devenus orphelins des adversaires les plus redoutables et, que durant le quinquennat sportif de 1968 à 1972, ils vont récolter une impressionnante série de victoires, 82 sur 102 Grands Prix disputés, 10 titres mondiaux pilote et 10 titres mondiaux constructeur, dans les catégories 350 cm3 et 500 cm3.

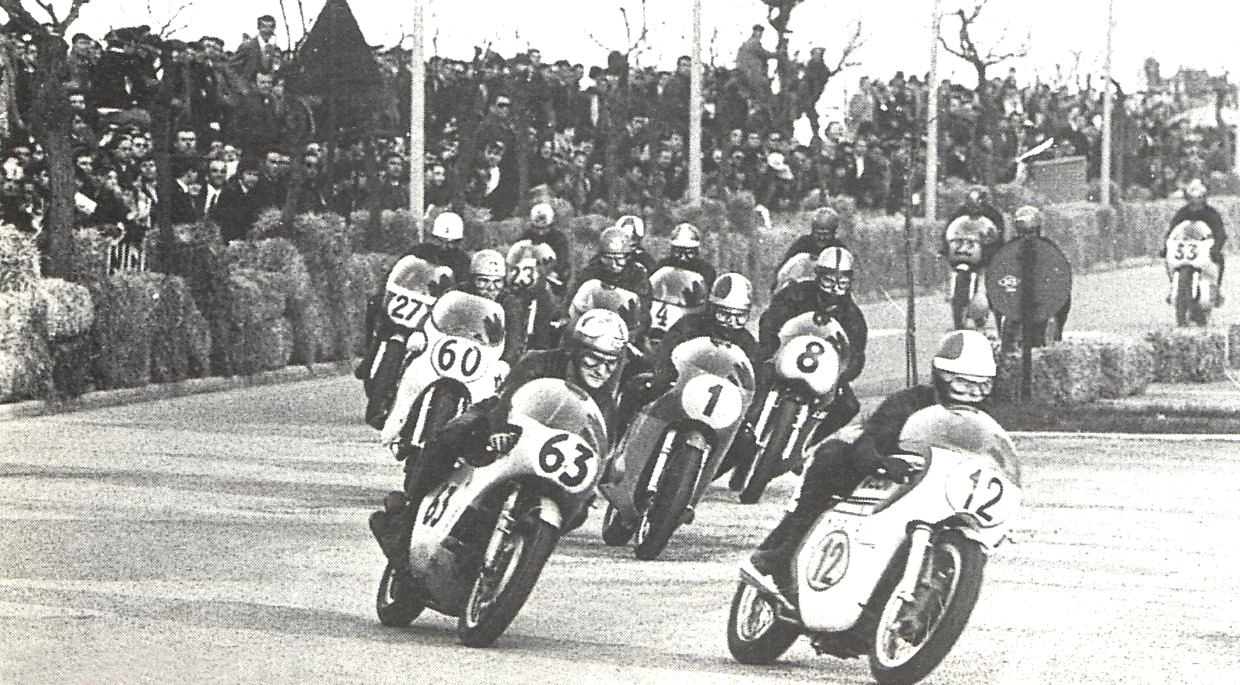
Agostini (n° 1) lors de la Temporada Romagnole en 1969.

Durant cette période, les efforts techniques de nombreux constructeurs tels que Aermacchi, Benelli, Bultaco, Husqvarna, Kawasaki, Linto, Matchless, Norton, Triumph, Suzuki et Yamaha, ont été vains à supplanter la domination du tandem Ago-MV dans ces catégories, ce qui a divisé alors le public entre les partisans du mérite dominant d'Agostini en tant que pilote et ceux qui attribuaient les victoires à la supériorité technique de la moto.
Parmi les adversaires qui lui contesteront des victoires en 350 cm3, on compte les plus grands noms de ce sport comme Pasolini, Read ou Saarinen et Findlay (éternel second), Angelo Bergamonti (it) ou Ginger Molloy (en) en 500 cm3, mais la plupart du temps ces victoires seront remportées en l'absence du "roi" Ago et de sa machine.
Les chiffres sont impressionnants (et certains à l'époque évoque même une certaine monotonie) : Du grand prix  d'Allemagne en avril 1968 jusqu'à celui de Yougoslavie en juin 1972, Agostini remporte les 43 courses successives auxquelles il participe en 500 cm3 et gagne 30 courses d'affilée en 350 cm3 entre le GP d'Allemagne et le GP de Finlande en août 1971.
L'année 1968 se résume à un cavalier seul d'Agostini qui remporte les 2 titres ; 7 victoires sur 7 épreuves en 350 cm3 et 56 points devant Renzo Pasolini (18 points), 10 victoires sur 10 courses en 500 cm3 et 80 points devant Jack Findlay (36 points),.
1969 - Le "roi Ago" écrase encore plus la concurrence grâce au changement du mode d'attribution des points; 8 victoires sur 8 épreuves en 350 cm3 et 120 points, devant son compatriote Silvio Grassetti (it) (47 points), 10 victoires sur 10 courses en 500 cm3 et 150 points, devant le Suisse Gyula Marsovszky (en) (47 points). Seuls Godfrey Nash (en) (en Yougoslavie) et Alberto Pagani (it) (en Italie) remportent des GP...en l'absence d'Agostini,.
 Les frictions avec MV Agusta et le refus de courir au TT 
L'énorme popularité et le prestige du pilote sont un peu mal vus par MV Agusta qui tente de les contrer en 1970 en lui associant un coéquipier agressif et très technique, Angelo Bergamonti (it). Celui-ci est également chargé de réaliser le développement du nouveau moteur "350 six cylindres" qu'Agostini a rejeté sans appel. Malheureusement, Bergamonti se tuera dans une épreuve précédant le championnat du monde 1971.
1970 - La domination est encore plus importante ; 9 victoires sur 9 épreuves en 350 cm3 et 135 points devant Kelvin Carruthers (en) (58 points), encore 10 victoires sur 10 courses en 500 cm3 et 150 points devant Ginger Molloy (en) (71 points). Seul son coéquipier Angelo Bergamonti s'adjuge (en Espagne) un GP, Agostini déjà titré ayant préféré disputer une course mieux payée à Cadwell Park (en) (Angleterre),.
L'année 1970 est particulièrement meurtrière au Tourist Trophy de l'île de Man, avec 7 morts. Bien qu'il remporte les manches dans les 2 catégories, cela détermine Agostini à ne plus jamais y courir, ce qui n'est pas du goût de l'usine MV Agusta qui, par ailleurs, perd son fondateur le comte Domenico Agusta le 2 février 1971.
La saison 1971 est véritablement triomphale pour Ago qui réussit à conquérir les championnats du monde "350" et "500", trois courses avant la clôture des championnats et, avec désormais 10 titres mondiaux, à dépasser Hailwood et Ubbiali. Il atteint ainsi le sommet du classement spécial des pilotes, au nombre de titres mondiaux remportés. Toutefois, la concurrence progresse en 350 cm3 avec Saarinen, Länsivuori, Jefferies ou Williams sur leurs Yamaha, qui gagnent des GP, mais seulement lorsque Agostini est absent. C'est la même chose en 500 cm3 où Simmonds, Findlay et Pagani profitent des 3 dernières courses de la saison pour les remporter, alors que Giacomo titré depuis la Finlande profite déjà de ses vacances,.
1972 débute par le South Africa Tourist Trophy, disputé - hors championnat mondial - sur le circuit Roy Hesketh à Pietermaritzburg en Afrique du Sud, le 23 janvier 1972, fut particulièrement difficile en raison de la grande chaleur et seuls 5 des 33 concurrents au départ atteignirent la ligne d'arrivée. Après une course exténuante, Agostini s'impose sur la MV Agusta 500 3C, devant la Suzuki Titan Daytona de Barry Sheene et la Kawasaki H1RA de Kork Ballington. Malgré la chaleur, Agostini doit rentrer à son hôtel toujours vêtu de sa combinaison de cuir, car pendant la compétition des inconnus lui ont dérobé ses vêtements et ses effets personnels.

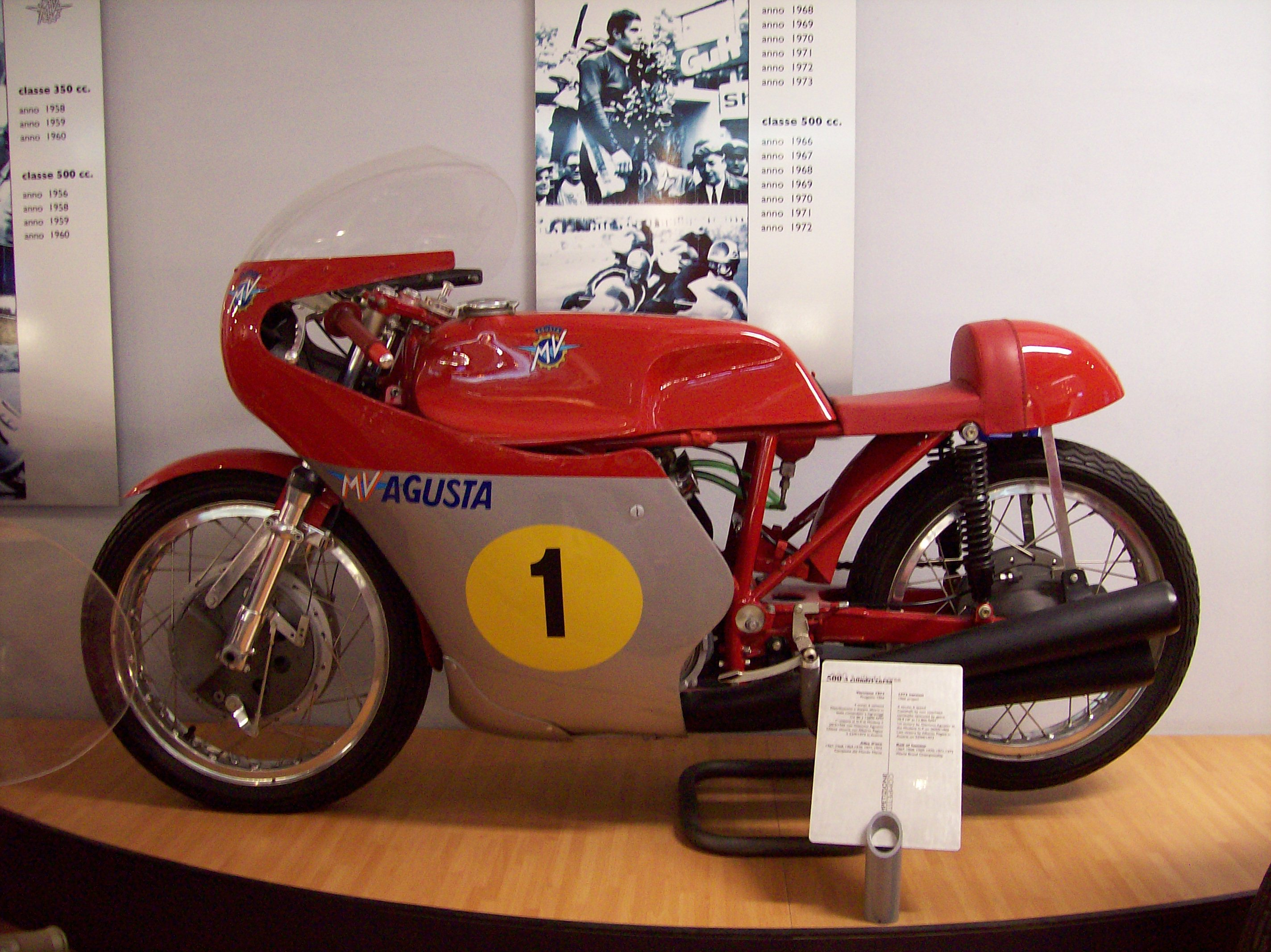
MV Agusta 500 trois cylindres double arbre d'Agostini en 1972.

C'est toujours en 1972, qu'il est rejoint par Alberto Pagani qui ne constitue pas une menace sérieuse pour son leader, sponsorisé - pour la première fois en moto - par le cigarettier Marlboro. La saison marque particulièrement Giacomo car son ami Gilberto Parlotti, se tue en 125 cm3 lors du Tourist Trophy. C'est la 99e victime du Mountain Circuit depuis 1907 et cet accident aura de lourdes conséquences sur l'avenir du TT. Les pilotes continentaux, déjà peu enclins à y venir, le feront de moins en moins. A l'issue de la course, alors même qu'il s'agissait de son circuit de prédilection, sur lequel il avait déjà triomphé 10 fois, Agostini s'exprime dans les médias sur le mécontentement qui s'est répandu parmi ses collègues. Il lâche de lourdes déclarations sur les responsabilités de la fédération sportive dans l'utilisation d'un tel circuit routier dangereux et confirme qu'il s'abstiendra désormais de participer aux éditions suivantes. Les réactions de la FIM, des constructeurs de motos et de la presse sportive sont dures car la course est très suivie et les intérêts publicitaires sont élevés. Mais Agostini, bien que poussé par la presse, se refuse à polémiquer. Mais il ne s'est plus jamais présenté au Grand Prix de l'île de Man, même lorsque son absence aurait pu avoir un effet décisif pour le classement du championnat du monde. Encouragés par son exemple, année après année, d'autres coureurs internationaux suivront également sa décision, appauvrissant la grille de départ et donc l'intérêt du public non anglophone et par conséquent la manne publicitaire. Il faudra toutefois encore attendre 5 ans - et 6 accidents mortels de plus - pour que le Tourist Trophy perde (en 77) le statut d'épreuve du championnat du Monde qu'elle avait depuis 1949.
Dans la deuxième partie de la saison 72, la presse internationale donne pour presque certain le prochain départ d'Ago pour Benelli, après qu'il a essayé les nouveaux 4 cylindres 350 et 500 à Pesaro, corroboré par un hypothétique salaire substantiel de 70 millions de lires, offert au pilote par Alejandro de Tomaso,. Même démenties par Agostini, les hypothèses de son abandon de MV Agusta sont confortées par les indiscrétions de son entourage, par des "annonces" des constructeurs et par certains "signaux" prétendument envoyés par le pilote lui-même, comme le remplacement de son "Dino Coupé" (Fiat-Ferrari) par un "De Tomaso Pantera GTS", en septembre 1972. Toutes ces hypothèses sont démenties lors de la publication de la liste des engagés aux GP 1973 et pourtant Agostini est bien "sur le départ".
Finalement, pour la cinquième année consécutive Ago est sans surprise, titré dans les 2 catégories,.
1973 - Peu de changement toutefois pour le championnat de cette saison. La nouvelle direction de l'entreprise décide de recruter un pilote très compétitif pour travailler aux côtés d'Agostini, en choisissant le multiple champion du monde 125 et 250, Phil Read. Celui-ci, se voit confier la 500 cm3 tandis qu'Agostini pilote un prototype expérimental à cylindrée réduite (430 cm3 - 4 cylindres), issu d'une évolution du 350. Avec l'apparition de la nouvelle Yamaha 500 YZR OW 20 à 4-cylindres à moteur 2 temps, MV Agusta et particulièrement Agostini ont enfin des adversaires à leur taille, ce qui manquait depuis le retrait de Honda fin 1967.
La saison 1973 est tristement marquée pour Giacomo et dans l'histoire du motocyclisme mondial, par la tragédie de Monza où Renzo Pasolini et Jarno Saarinen perdent la vie. Le pilote Bergamate s'assure du titre 350 cm3 avec 4 victoires et 2 secondes places, mais signe du déclin de MV Agusta, les pilotes des Yamaha 350 TZ "compétition client" ont remporté les 7 autres courses.
En 500 cm3, la moto expérimentale a en effet encaissé une telle série de casses moteur qu'Agostini n'a réussi à franchir la ligne d'arrivée que dans 4 des 11 courses du championnat 500 (3 victoires et une seconde place). Il est sur la dernière marche du podium final, derrière son coéquipier Read (4 victoires et 4 secondes places) et le vice-champion Kim Newcombe (en) sur sa machine construite par l'ingénieur Dieter König (en).

### Pilote Yamaha
À cause de ces frictions et pour avoir compris le déclin inéluctable du moteur à quatre temps, Agostini décide de prendre en considération les offres d'emploi que lui font Yamaha, Suzuki et Kawasaki. Il choisit Yamaha, dont il avait refusé une offre, en 1971, qu'il disait princière.

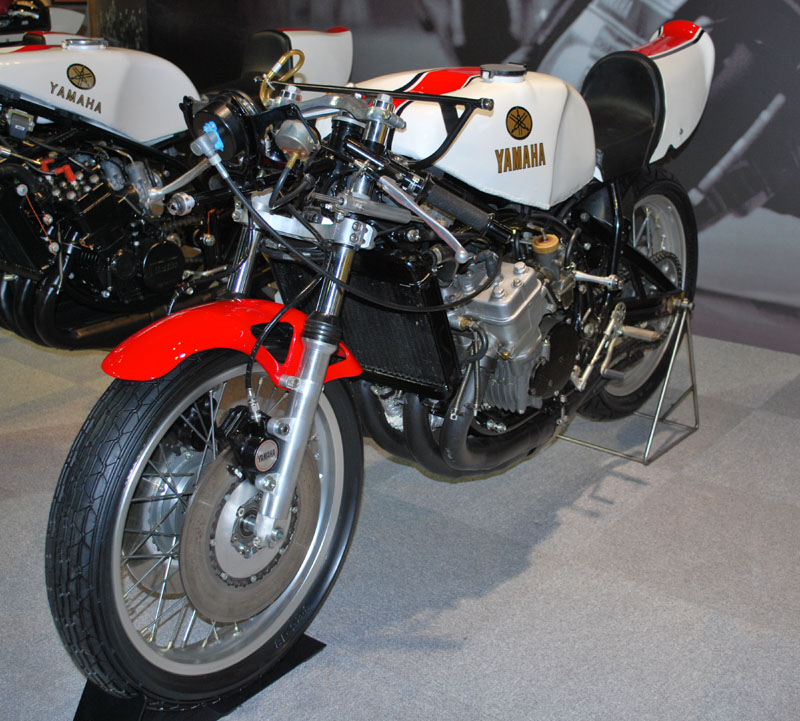
Les dessous de la Yamaha YZR500 OW23 de 1974.

Le 4 décembre 1973, Agostini convoque la première conférence de presse de sa vie à Milan, où aux côtés du directeur sportif de Yamaha Rodney Gould et devant une foule débordante de journalistes italiens et étrangers, il annonce la rupture avec la société italienne et l'accord avec le constructeur japonais. Condition sine qua non, le pilote de Bergame avait donné à Gould la possibilité d'amener avec lui Arturo Magni et ses mécaniciens du département MV racing. Mais aucun d'eux n'a accepté la proposition de le suivre. Ago a signé un contrat de deux saisons avec Yamaha, pour une somme que la presse spécialisée a estimé à 150 millions de lires de l'époque ; en réalité, il s'agit de 200 000 yens par an, soit 300 millions par saison.
De l'hiver 1973 au printemps 1974, conformément à son contrat, Agostini s'installe au Japon pour contribuer au développement de la Yamaha YZR500 OW20, apportant de nombreuses améliorations, notamment au châssis.
La fin de l'association Ago-MV qui a duré près d'une décennie suscite en Europe d'interminables polémiques. La presse généraliste - surtout italienne - souligne la « trahison » d'Agostini, qui s'est « vendu à l'étranger », tandis que la presse spécialisée exprime l'incertitude quant aux résultats sportifs futurs, du fait que le pilote italien n'a aucune expérience des motos à deux temps ; un type de moto qui, selon de nombreux experts, ne convient pas à son style de conduite. Tout le monde attend donc avec fébrilité de voir le nouveau duo Ago-Yamaha en piste.
 Daytona 200, 1974, la course du siècle 
Les débuts sportifs avec Yamaha ont lieu le 10 mars 1974 au Daytona 200 (en), une course prestigieuse de 320 km - réduite à  qui se déroule sur le Daytona International Speedway. Elle est particulièrement disputée en raison de son impact médiatique sur le riche et convoité marché nord-américain.
La participation du champion italien génère des commentaires désagréables de la presse américaine qui, dans des articles visant à démontrer la nette supériorité des pilotes locaux, affuble Agostini d'épithètes le qualifiant de playboy ou ouvertement xénophobe (tels que « Ago-Dago » et « Ago-Daisy »), et montant en épingle les qualités acrobatiques du champion américain Kenny Roberts, qui prédit : « Agostini ne connaît pas le circuit et il ne connaît pas la moto. Je vais le manger tout cru. »

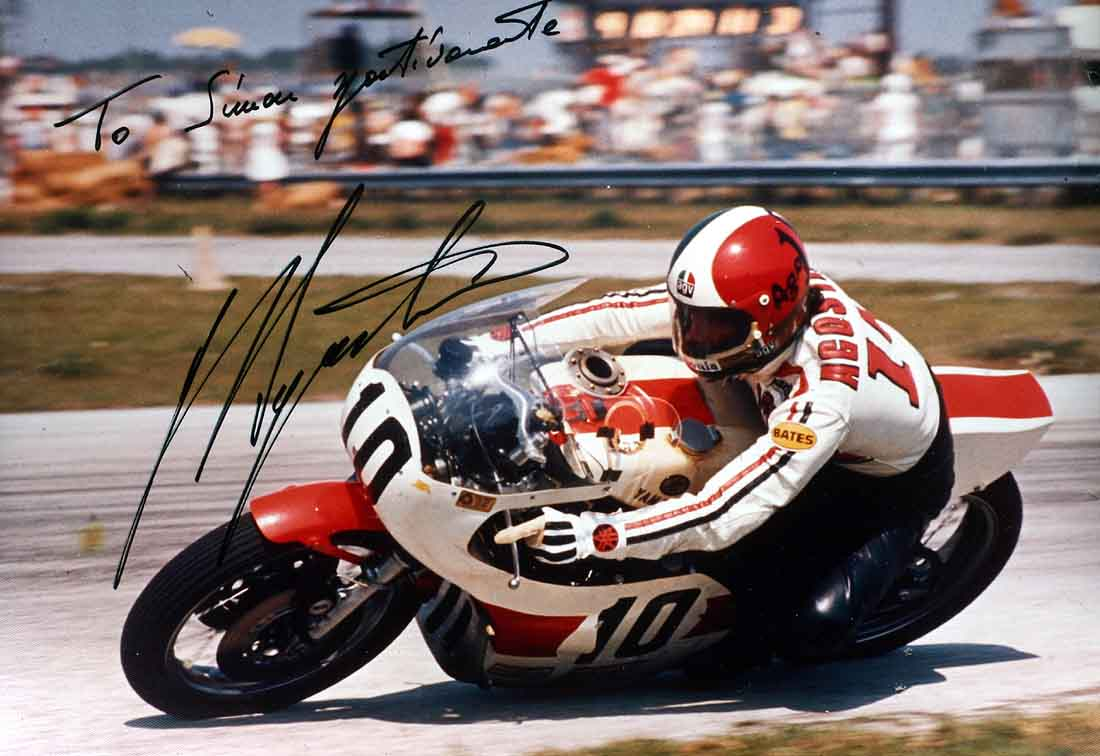
Agostini au Daytona 200 en 1975.

Agostini, comme à son habitude, ignore les provocations et passe la semaine à se préparer, à parcourir à pied le circuit le matin en chaussures de sport et short, avec des airs de touriste inoffensif. En réalité, il examine la piste centimètre par centimètre, étudie les trajectoires et les repères de freinage des concurrents lors des essais. Au début de l'après-midi, lorsque la chaleur devient étouffante, il porte sa combinaison de cuir et court une heure durant au soleil pour s'acclimater. Le reste du temps, il le passe avec les mécaniciens Yamaha à vérifier et revérifier chaque câble et chaque boulon, mettant la précision japonaise proverbiale à rude épreuve. Durant les qualifications, il garde profil bas, terminant avec le 5e temps.
En particulier, Agostini a compris que, avec le contexte chaud et humide de la Floride, il ne sert à rien de passer son temps à changer les réglages de carburation tout au long de la journée, mais qu’il fallait se concentrer sur les réglages optimaux lors de la période de la course, c’est-à-dire en début d’après-midi.
Le jour de la course, cependant, le public américain découvre le vrai visage du pilote de Bergame, qui n'a rien à voir avec l'image inoffensive et distraite des jours précédents. Agostini impose un rythme très élevé, à la limite de sa force physique, qu'il maintient pendant les 52 tours de la course, obligeant les concurrents, inconscients de la régularité et de la fluidité de son pilotage, à une plus grande consommation de carburant, d'usure de leurs pneumatiques et de leurs mécaniques pour le suivre, mais de loin.
Ago (32 ans) remporte la victoire avec un large écart sur son coéquipier Roberts (23 ans), deuxième, qui, après avoir tenté en vain de le suivre, déclare : « Je n'arrive pas à croire qu'Agostini soit un être humain. »
Après cette véritable course d'endurance la cérémonie de remise des prix subit un grand retard, car Giacomo épuisé doit être assisté par le Dr Claudio Costa avant d'être de nouveau capable de se déplacer.
Le lendemain, les épithètes injurieux ont disparu des journaux américains et les experts du style de conduite Agostinien sont réduits au silence.
 Les derniers titres mondiaux 
De retour en Europe, Agostini participe deux semaines plus tard, toujours au guidon de la Yamaha TZ 750, aux 200 milles d'Imola qu'il remporte, confirmant son excellente forme et sa maîtrise d'une 500 cm3 à moteur 2 temps.
Malgré ces bons débuts, la saison 1974 s'avère plutôt troublée pour Agostini. Casse moteur, panne d'essence, chute et blessure, font que malgré deux victoires, la catégorie 500 cm3 est conquise par Phil Read sur la MV Agusta.

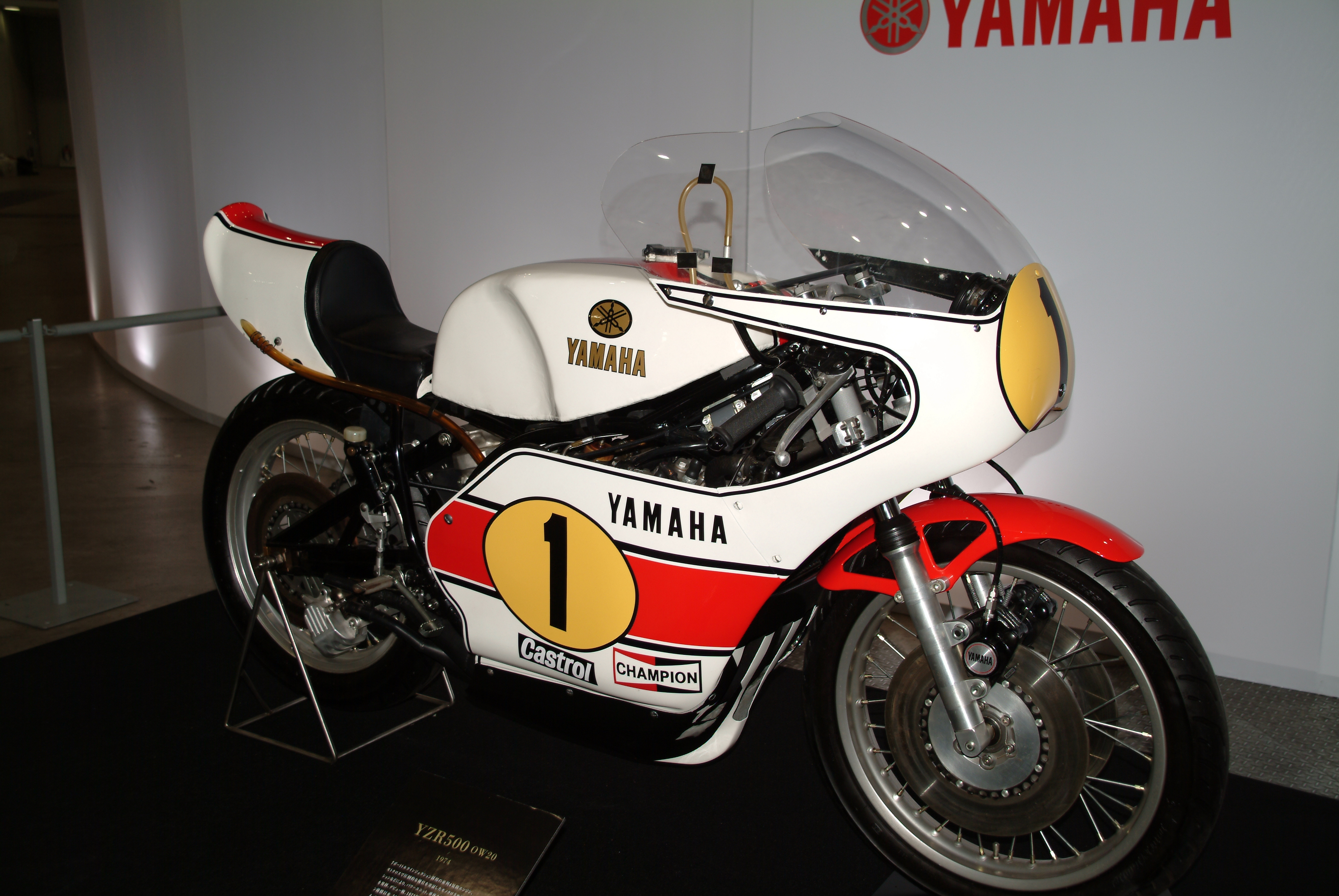
La Yamaha YZR500 OW20 1974 d'Agostini.

Une course mémorable a lieu lors du Grand Prix des Nations à Imola où, Ago se retrouve largement en tête porté par le public italien en délire. Il réalise une impressionnante série de records du tours pour tenter de dépasser son rival Read. Malheureusement dès le début du dernier tour, la « OW20 » tombe en panne d'essence.
L'évènement le plus grave survient sur le circuit d'Anderstorp, lors du Grand Prix de Suède, au cours duquel Agostini subit l'un des très rares accidents de sa carrière. Il est relevé avec une fracture de la clavicule qui compromet la deuxième partie de son championnat.
Le pilote de Bergame se console en revenant courir et gagner l'avant-dernière manche de la saison en Yougoslavie remportant ainsi le titre mondial dans la catégorie 350 cm3. C'est sa septième couronne consécutive dans cette catégorie et son 14e titre en championnat du monde de vitesse moto.
Lors du championnat de 1975, l'attention du public et de la presse est focalisée sur la lutte dans la catégorie 500 cm3 entre la Yamaha d'Agostini et la MV Agusta de Read. Le duel se solde par la victoire du pilote italien et le gain de son 15e et dernier titre mondial, le 8e en 500, malgré la rude concurrence de son ex-coéquipier chez MV et du petit nouveau Barry Sheene et sa Suzuki.
La grande nouveauté de l'année vient des jeunes pilotes pour lesquels Yamaha, par une politique jamais vue auparavant, met à disposition des dizaines de motos de compétition les « compétitions client », afin d'occuper les espaces laissés vacants par les nombreux constructeurs anglais, allemands, tchécoslovaques et italiens qui se sont retirés des compétitions.

### Les dernières saisons de course

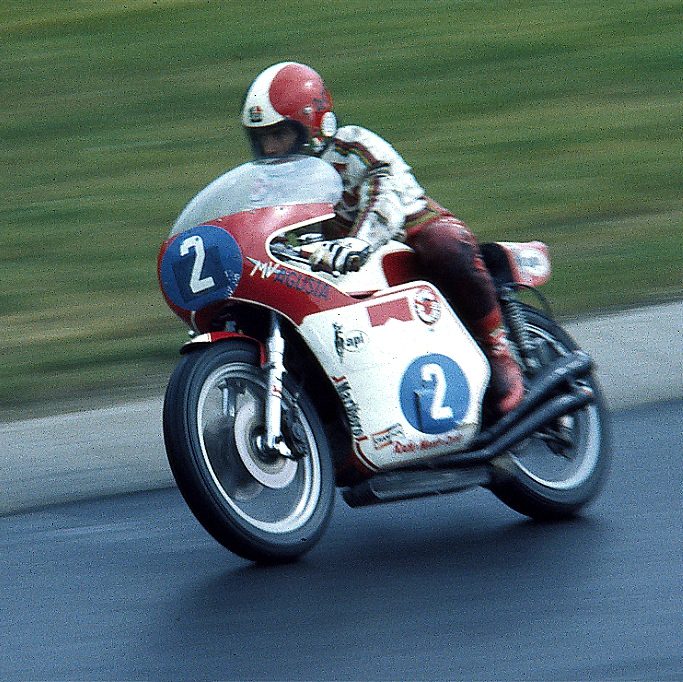
Agostini au Nürburgring, en 1976, avec la MV Agusta 350 à 4 cylindres.

Pour la saison 1976, le champion du monde et Yamaha ne parviennent pas à s'entendre. Pour le constructeur japonais, très occupé sur le front des compétitions américaines et trop sûr de son potentiel, c'est une véritable catastrophe. L'usine ne réussit à remporter que le titre des constructeurs dans la catégorie 350 cm3.
En 500 cm3, Agostini est indécis. Doit-il accepter l'offre de Suzuki ou reprendre la course avec MV Agusta ?
L'entreprise de Varèse a en effet décidé de se retirer des compétitions et le département course propose à Agostini une sorte de « saison dernière autogérée ». L'entreprise est risquée, compte tenu du manque de développement de la MV Agusta et de la supériorité technologique des moteurs à deux temps, désormais incontestable.
Cependant, la vieille amitié d'Agostini avec Arturo Magni (en) le mécanicien en chef de la MV, le patriotisme et la "composante romantique" du défi, le pousse à reprendre le chemin de l'ancien département course, tout en acceptant prudemment la mise à disposition par Suzuki de l'exemplaire "XR-14" de la RG 500 (en). Il l'utilise d'ailleurs la machine nippone aux GP d'Italie, de Hollande, de Belgique, de Finlande et de Tchécoslovaquie, obtenant deux pole positions au Mugello et à Imatra, mais sans jamais marquer de points avec le constructeur japonais, puisqu'il a abandonné dans les cinq courses.
Pour l'occasion, Agostini met en évidence des compétences managériales inattendues, réussissant à remplacer le soutien du MV Agusta, désormais démantelé, par d'importants prêts de sociétés multinationales bien connues qui ont cédé la place à la création de l'équipe API-Marlboro, y incorporant tous les mécaniciens et techniciens du département course de MV.
Les résultats sont décevants, à l'exception des deux dernières victoires historiques de la MV Agusta : 
- en 350 cm3 à Assen en juin, où cette fois, la 350 MV Agusta n'a pas cassé et Giacomo Agostini lui offre ce qui s'avèrera être la 76e et dernière victoire de la firme italienne dans cette catégorie[58].
- en 500 cm3 au Nürburgring en août, où Giacomo Agostini a choisi de reprendre la 500 MV. Le triptyque "Agostini en forme + la MV très souple + le Nürburgring mouillé" est irrésistible et l'Italien remporte une victoire historique là-même (sur la Südschleife) où il avait obtenu la toute première en 1965. Cette victoire est sa 122e et dernière en GP et la dernière d'un 4-temps en Grand-Prix moto avant la création de la catégorie Moto GP en 2002[59].

Après ces derniers succès en piste la Meccanica Verghera Agusta annonce qu'elle se retire définitivement de la compétition et cesse toute production de moto. En décembre, les difficultés financières de la firme la feront passer sous le contrôle du groupe Ducati.
En vérité, au moins pour la classe inférieure, l'ancien "350 4 cylindres" avait donc été très bien développé par le département course, en faisant une machine très compétitive. Mais, la mauvaise qualité des composants électriques et électroniques a cependant été la cause d'une série continue d'abandons, souvent survenus lorsque le pilote italien était en tête.
Au cours de la saison 1977, le "campionissimo" décroche le dernier de ses 18 titres nationaux et remporte sa dernière course de championnat du monde, remportant le dernier Grand Prix de Formule 750, sur le circuit d'Hockenheim, sur la selle de la Yamaha TZ 750, le 25 septembre 1977. Il termine cette catégorie - incluse au championnat du monde depuis 1973 - sur le podium derrière l'américain Steve Baker et le français Christian Sarron.
Le 22 décembre 1977, Agostini profite du traditionnel message de Noël à la presse pour annoncer son retrait du championnat du monde et son intention de se consacrer à la course automobile.

## Palmarès

### Pilote moto
Giacomo Agostini possède le plus beau palmarès du sport motocycliste. Pilote le plus titré de tous les temps, il détient (encore en 2024) de nombreux records, dont celui du nombre total de titres (15), des titres en 500 (8), des titres multiples gagnés la même année (10), du nombre de victoires (122), du nombres de meilleurs tours en course (117) et, durant sa longue carrière en GP, il a marqué un total de 1577 points aux championnats.
De 1975 à 1978 son frère Felice Agostini a également participé aux championnats du monde glanant quelques points en catégories 125, 250 ou 350 cm3.
Son palmarès compte également 18 titres nationaux (16 au Championnat d'Italie de Vitesse, 1 au Championnat d'Italie d'Escalade et un juniores) et un total de 311 victoires dans les courses officielles.
Dans l'histoire du Championnat du monde de vitesse, il est le pilote qui a remporté le plus de titres mondiaux (et avec Hailwood, le pilote qui a remporté le plus de courses mondiales (19) la même année 1970), remportant 123 Grands Prix et montée sur le podium dans 163 des 190 courses valables pour le titre mondial.
Dans la catégorie 500, il a obtenu 8 titres mondiaux avec 68 victoires en GP et, en "350", 7 titres mondiaux et 54 victoires en GP. En "750", il n'a remporté qu'un seul GP. En 1968, 1969 et 1970, il a remporté toutes les courses des classes 500 et 350 du championnat du monde.
Parmi les grands de l'histoire du motocyclisme, il est le seul à avoir remporté un nombre de titres (15) supérieur au nombre de saisons disputées (13).
Il est le seul pilote italien à avoir remporté les 200 Miles de Daytona.
Il est le dernier pilote à avoir remporté une course de championnat du monde dans les catégories 350 et 500 avec une moto à quatre temps.
Il est le pilote le plus âgé à avoir remporté une course dans la catégorie 750 du Championnat du Monde, s'imposant en Allemagne sur le circuit d'Hockenheim le 25 septembre 1977.
Il n'a jamais remporté un GP hors d'Europe. Il est vrai que durant sa carrière, il n'y en eu que 8 et qu'il ne participa qu'à 3 d'entre eux.

### Pilote automobile
Le premier contact d'Agostini avec des voitures de course a lieu pendant la période de repos sportif entre les saisons moto 1966 et 1967, lorsqu'Enzo Ferrari a convoqué trois jeunes pilotes sur le circuit de Modène pour tester leurs compétences de conduite, à bord d'une Ferrari Dino 206 S Berlinetta.
Dans le trio formé par Giacomo Agostini, Andrea De Adamich et Ignazio Giunti, c'est Agostini qui obtient les meilleurs temps de ce test et qui reçoit une offre d'embauche de Drake pour courir dans son écurie, sous réserve qu'il abandonne totalement les courses de motos. Giacomo a mis du temps à se décider et, alors que la presse de l'époque considérait déjà son passage chez Ferrari comme imminent, il renonce à l'offre et préfère continuer avec la MV Agusta.
Après sa carrière de motocycliste, le passage aux quatre roues est alors probablement pour Agostini le moyen de tirer le meilleur parti de sa popularité sportive et, en même temps, de rendre moins amer l'abandon de l'activité dans laquelle il a tant brillé. Il comprend aussi que la disparition de MV Agusta et des principaux constructeurs européens des circuits a déplacé l'attention du public (et des sponsors) vers les courses automobiles qui, ces années-là, connaissaient des saisons particulièrement passionnantes et disputées. Il sait également qu'à 36 ans, il ne peut certainement pas espérer une carrière automobile de haut niveau.
Toujours sponsorisé par la même industrie du tabac qui avait financé ses deux dernières saisons en moto, pour laquelle il était désormais l'un des hommes-image dans le monde, Giacomo Agostini participe en 1978 au championnat de Formule 2, au volant d'une Chevron B42 à moteur BMW. Il passe en Formule 1 Aurora, lors des deux saisons suivantes, à bord d'une Williams FW06.
Si les résultats économiques sont satisfaisants, il n'en est pas de même des résultats sportifs, qui se sont limités à quelques podiums. A l'issue de la saison 1980, qu'il termine 5e, Agostini décide de se retirer définitivement de toute compétition en tant que pilote.

### Directeur sportif

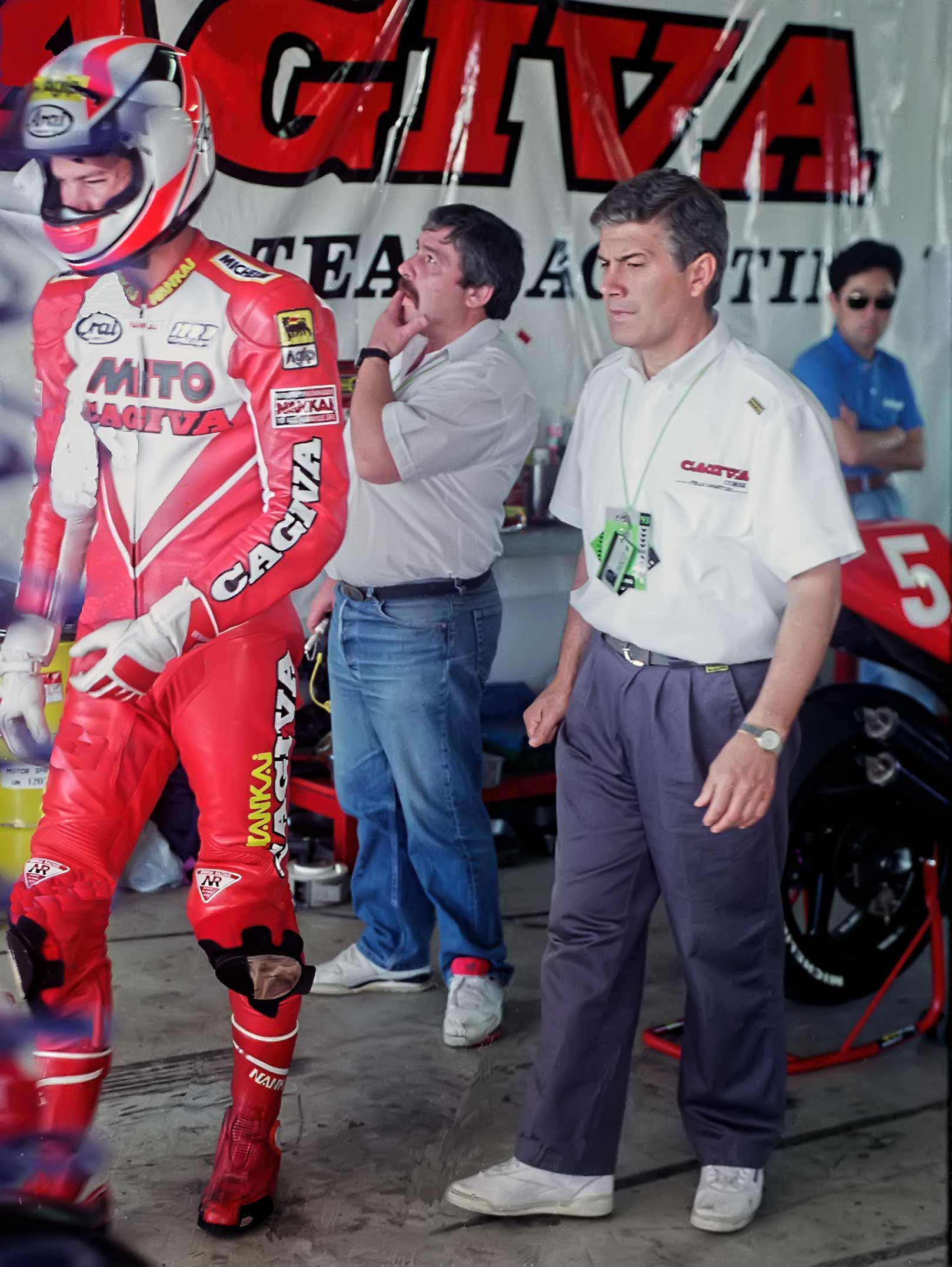
Agostini (à droite) directeur sportif de Cagiva en 1993, aux côtés de son pilote Doug Chandler.

1981 est une année sabbatique pour le pilote de Bergame, au cours de laquelle il reçoit des propositions de sponsors, propositions qui l'année suivante aboutissent à un retour au championnat du monde, en tant que directeur sportif de l'équipe Marlboro-Yamaha.
Dans son nouveau rôle de chef d'équipe, qui va durer quatorze saisons consécutives, Agostini met à profit son expérience organisationnelle et tactique, ainsi que l'attention maniaque aux détails importants, qui avaient été à la base de ses succès.
Au cours des onze premières années passées chez Yamaha, son équipe réussit à accumuler 6 titres mondiaux dans la catégorie 500 cm3 ; trois titres constructeurs (1986, 1987 et 1988) et trois titres pilotes (1984, 1986 et 1988) grâce à l'américain Eddie Lawson.
En 1992, il dirige le team Cagiva, où reste pendant trois ans, jusqu'à ce que l'usine de Varese se retire des compétitions. En 1995 c'est sa dernière saison en championnat du monde avec le pilote Doriano Romboni.
C'est dans ce rôle médiatique plus discret de manager qu'Agostini rencontre Maria Ayuso, une Espagnole d'El Puerto de Santa María, avec qui il se marie le 18 juin 1988.

## Au-delà des compétitions

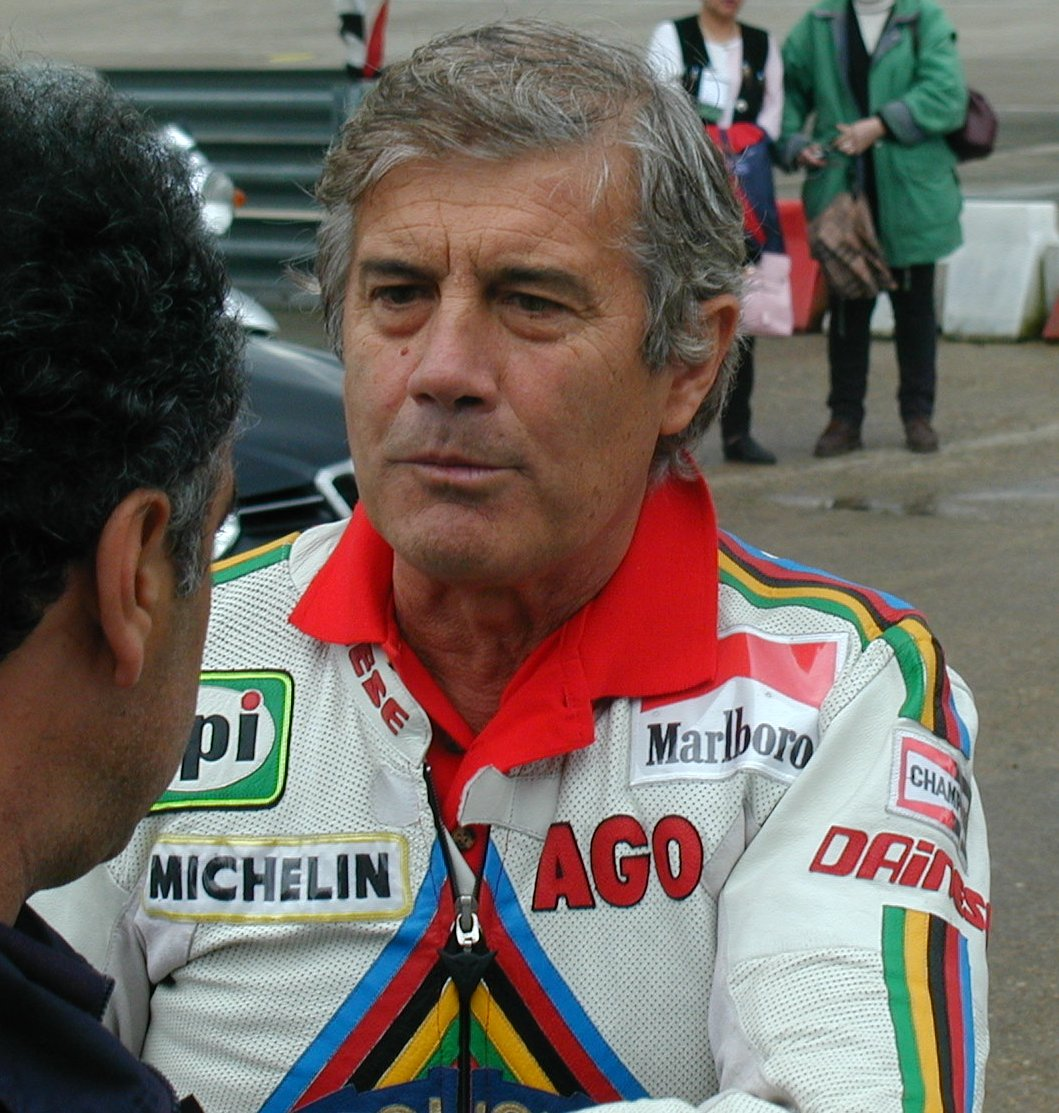
Agostini en 2003.

Agostini a été le premier sportif italien à gérer son image au niveau managérial. Profitant de sa grande popularité et aidé par son physique, il est devenu un personnage également dans d'autres domaines que le motocyclisme.
À la fin des années soixante, il est un protagoniste régulier des potins des "magazines roses", qui lui attribuent des dizaines de flirts avec des actrices, des mannequins et des stars de séries télévisées. Il interprète des romans-photos et des films, est présent lors de manifestations organisées par de grandes entreprises, ce qui a ajouté sur sa combinaison de cuir de nombreuses étiquettes de sponsors, il prête aussi son image pour de nombreuses campagnes publicitaires.
Dans le domaine du cinéma en 1971, il reçoit une offre du réalisateur Pietro Germi pour être protagoniste d'un film. Bien que l'occasion soit tentante pour les honoraires substantiels et pour le prestige du réalisateur, Agostini refuse lorsqu'il apprend que la longue période de production interfère avec son activité sportive.
De 1971 à 1973, il anime pour l'Anonima Petroli Italiana (API) dans la chronique télévisée Carosello, dans les deux premières séries des trois auxquelles il a participé, il y interviewe des champions sportifs tels que l'athlète Eddy Ottoz, le footballeur Omar Sívori ou le tennisman Nicola Pietrangeli  et fait la publicité de l'huile Apilube et de l'essence de l'API.

## Résultats aux championnats du monde de vitesse moto
Système de points de 1949 à 1968:
| Position | 1 | 2 | 3 | 4 | 5 | 6 |
| Points   | 8 | 6 | 4 | 3 | 2 | 1 |

Système de points de 1969 à 1987:
| Position | 1  | 2  | 3  | 4 | 5 | 6 | 7 | 8 | 9 | 10 |
| Points   | 15 | 12 | 10 | 8 | 6 | 5 | 4 | 3 | 2 | 1  |

| Couleur  | Résultat                       |
| -------- | ------------------------------ |
| Or       | Vainqueur                      |
| Argent   | 2e place                       |
| Bronze   | 3e place                       |
| Vert     | Classé dans les points         |
| Bleu     | Classé hors des points         |
| Bleu     | Non classé (Nc.)               |
| Violet   | Abandon (Abd.)                 |
| Rouge    | Non qualifié (Nq.)             |
| Rouge    | Non pré-qualifié (Npq.)        |
| Noir     | Disqualifié (Dsq.)             |
| Blanc    | Non partant (Np.)              |
| Blanc    | Forfait (Forf.)                |
| Blanc    | Course annulée (A)             |
| Neutre   | Non présent                    |
| Neutre   | Exclu (Ex.)                    |
| Gras     | Pole position                  |
| Italique | Meilleur tour en course        |
| †        | Classé sans terminer la course |
| 1 2 3 …  | Classement dans la catégorie   |

| Année | Catégorie | Moto        | 1       | 2       | 3       | 4       | 5       | 6       | 7       | 8       | 9       | 10      | 11      | 12      | 13      | Points | Rang |
| ----- | --------- | ----------- | ------- | ------- | ------- | ------- | ------- | ------- | ------- | ------- | ------- | ------- | ------- | ------- | ------- | ------ | ---- |
| 1963  | 250 cm3   | Moto Morini | ESP -   | RFA -   |         | TT -    | NED -   | BEL -   | ULS -   | RDA -   |         | ITA Ret | ARG -   | JAP -   |         | 0      | NC   |
| 1964  | 250 cm3   | Moto Morini | USA -   | ESP -   | FRA -   | TT -    | NED -   | BEL -   | RFA 4   | RDA -   | ULS -   |         | ITA 4   | JAP -   |         | 6      | 12e  |
| 1965  | 350 cm3   | MV Agusta   |         | RFA 1   | TT 3    | NED 3   |         | RDA Ret | TCH Ret | ULS -   | FIN 1   | ITA 1   | JAP 5   |         |         | 32     | 2e   |
| 1965  | 500 cm3   | MV Agusta   | USA -   | RFA 2   | TT Ret  | NED 2   | BEL 2   | RDA 2   | TCH 2   | ULS -   | FIN 1   | ITA 2   |         |         |         | 32     | 2e   |
| 1966  | 350 cm3   | MV Agusta   | RFA Ret | FRA 2   | NED 2   |         | RDA 1   | TCH 2   | FIN Ret | ULS 2   | TT 1    | ITA 1   | JAP -   |         |         | 42     | 2e   |
| 1966  | 500 cm3   | MV Agusta   | RFA 2   |         | NED 2   | BEL 1   | RDA Ret | TCH 2   | FIN 1   | ULS 2   | TT 2    | ITA 1   |         |         |         | 36     | 1er  |
| 1967  | 350 cm3   | MV Agusta   | RFA 2   | TT 2    | NED 2   |         | RDA 2   | TCH 7   |         | ULS 1   | ITA Ret |         | JAP -   |         |         | 32     | 2e   |
| 1967  | 500 cm3   | MV Agusta   | RFA 1   | TT Ret  | NED 2   | BEL 1   | RDA 1   | TCH 2   | FIN 1   | ULS 20  | ITA 1   | CAN 2   |         |         |         | 46     | 1er  |
| 1968  | 350 cm3   | MV Agusta   | RFA 1   |         | TT 1    | NED 1   |         | RDA 1   | TCH 1   |         | ULS 1   | ITA 1   |         |         |         | 32     | 1er  |
| 1968  | 500 cm3   | MV Agusta   | RFA 1   | ESP 1   | TT 1    | NED 1   | BEL 1   | RDA 1   | TCH 1   | FIN 1   | ULS 1   | ITA 1   |         |         |         | 48     | 1er  |
| 1969  | 350 cm3   | MV Agusta   | ESP 1   | RFA 1   |         | TT 1    | NED 1   |         | RDA 1   | TCH 1   | FIN 1   | ULS 1   | ITA -   | YOU -   |         | 90     | 1er  |
| 1969  | 500 cm3   | MV Agusta   | ESP 1   | RFA 1   | FRA 1   | TT 1    | NED 1   | BEL 1   | RDA 1   | TCH 1   | FIN 1   | ULS 1   | ITA -   | YOU -   |         | 105    | 1er  |
| 1970  | 350 cm3   | MV Agusta   | RFA 1   |         | YOU 1   | TT 1    | NED 1   |         | RDA 1   | TCH 1   | FIN 1   | ULS 1   | ITA 1   | ESP -   |         | 105    | 1er  |
| 1970  | 500 cm3   | MV Agusta   | RFA 1   | FRA 1   | YOU 1   | TT 1    | NED 1   | BEL 1   | RDA 1   |         | FIN 1   | ULS 1   | ITA 1   | ESP -   |         | 90     | 1er  |
| 1971  | 350 cm3   | MV Agusta   | AUT 1   | RFA 1   | TT Ret  | NED 1   | BEL 1   | RDA 1   | TCH Ret | SUE 1   | FIN 1   | ULS -   | ITA Ret | ESP -   |         | 90     | 1er  |
| 1971  | 500 cm3   | MV Agusta   | AUT 1   | RFA 1   | TT 1    | NED 1   | BEL 1   | RDA 1   |         | SUE 1   | FIN 1   | ULS -   | ITA Ret | ESP -   |         | 90     | 1er  |
| 1972  | 350 cm3   | MV Agusta   | RFA 2   | FRA 4   | AUT 1   | ITA 1   | TT 1    | YOU Ret | NED 1   |         | RDA Ret | TCH Ret | SUE 1   | FIN 1   | ESP -   | 102    | 1er  |
| 1972  | 500 cm3   | MV Agusta   | RFA 1   | FRA 1   | AUT 1   | ITA 1   | TT 1    | YOU Ret | NED 1   | BEL 1   | RDA 1   | TCH 1   | SUE 1   | FIN 1   | ESP -   | 105    | 1er  |
| 1973  | 350 cm3   | MV Agusta   | FRA 1   | AUT Ret | RFA Ret | ITA 1   | TT -    | YOU DNS | NED 1   |         | TCH 2   | SUE 2   | FIN 1   | ESP -   |         | 84     | 1er  |
| 1973  | 500 cm3   | MV Agusta   | FRA Ret | AUT Ret | RFA Ret | ITA C   | TT -    | YOU DNS | NED Ret | BEL 1   | TCH 1   | SUE 2   | FIN 1   | ESP -   |         | 57     | 3e   |
| 1974  | 350 cm3   | Yamaha      | FRA 1   | RFA DNS | AUT 1   | ITA 1   | TT -    | NED 1   |         | SUE DNS | FIN -   |         | YOU 1   | ESP Ret |         | 75     | 1er  |
| 1974  | 500 cm3   | Yamaha      | FRA Ret | RFA DNS | AUT 1   | ITA Ret | TT -    | NED 1   | BEL 2   | SUE Ret | FIN -   | TCH 6   |         |         |         | 47     | 4e   |
| 1975  | 350 cm3   | Yamaha      | FRA 2   | ESP 1   | AUT Ret | RFA Ret | ITA 2   | TT -    | NED 4   |         |         | FIN 2   | TCH Ret | YOU -   |         | 59     | 2e   |
| 1975  | 500 cm3   | Yamaha      | FRA 1   |         | AUT Ret | RFA 1   | NAT 1   | TT -    | NED 2   | BEL Ret | SUE Ret | FIN 1   | TCH 2   |         |         | 84     | 1er  |
| 1976  | 350 cm3   | MV Agusta   | FRA Ret | AUT Ret | ITA Ret | YOU Ret | TT -    | NED 1   |         |         | FIN Ret | TCH Ret | RFA Ret | ESP     |         | 15     | 15e  |
| 1976  | 500 cm3   | MV Agusta   | FRA 5   | AUT 6   |         |         |         |         |         |         |         |         | RFA 1   |         |         | 26     | 7e   |
| 1976  | 500 cm3   | Suzuki      |         |         | ITA Ret |         | TT -    | NED Ret | BEL Ret | SUE DNS | FIN Ret | TCH Ret |         |         |         | 26     | 7e   |
| 1977  | 350 cm3   | Yamaha      | VEN -   |         | RFA 2   | ITA 8   | ESP Ret | FRA 11  | YOU Ret | NED Ret |         | SUE 13  | FIN Ret | TCH 10  | GBR Ret | 16     | 16e  |
| 1977  | 500 cm3   | Yamaha      | VEN -   | AUT DNS | RFA Ret | ITA 5   |         | FRA 2   |         | NED Ret | BEL 8   | SUE 9   | FIN Ret | TCH 2   | GBR 9   | 37     | 6e   |

## Résultats en Formule 750 (moto)
| Année | Catégorie | Moto  | 1      | 2      | 3      | 4      | 5      | 6      | 7      | 8      | 9      | 10     | 11     | 12     | 13     | 14     | 15     | 16     | 17     | 18     | Points | Rang |
| ----- | --------- | ----- | ------ | ------ | ------ | ------ | ------ | ------ | ------ | ------ | ------ | ------ | ------ | ------ | ------ | ------ | ------ | ------ | ------ | ------ | ------ | ---- |
| 1975  | Yamaha    | USA 4 | ITA1 - | ITA2 - | BEL1 - | BEL2 - | FRA1 - | FRA2 - | SWE1 - | SWE2 - | FIN1 - | FIN2 - | SIL1 - | SIL2 - | NED1 - | NED2 - | GER1 - | GER2 - |        |        | 8      | 21e  |
| 1976  | Yamaha    | USA - | VEN1 - | VEN2 - | ITA1 - | ITA2 - | ESP1 - | ESP2 - | BEL1 - | BEL2 - | FRA1 - | FRA2 3 | SIL1 - | SIL2 - | NED1 - | NED2 1 | GER1 - | GER2 - |        |        | 12     | 18e  |
| 1977  | Yamaha    | USA - | ITA1 - | ITA2 3 | ESP -  | FRA1 - | FRA2 - | GBR1 - | GBR2 - | AUT 2  | BEL1 - | BEL2 - | NED1 4 | NED2 4 | USA1 - | USA2 - | CAN1 - | CAN2 - | GER1 1 | GER2 1 | 45     | 3e   |

## Résultats en Formule 1 Britannique (automobile)
| Année | Team             | Chassis       | Moteur   | 1     | 2     | 3     | 4       | 5     | 6     | 7     | 8     | 9     | 10      | 11      | 12      | 13    | 14    | 15    | Rang | Points |
| ----- | ---------------- | ------------- | -------- | ----- | ----- | ----- | ------- | ----- | ----- | ----- | ----- | ----- | ------- | ------- | ------- | ----- | ----- | ----- | ---- | ------ |
| 1979  | Giacomo Agostini | Williams FW06 | Cosworth | ZOL 9 | OUL 6 | BRH 5 | MAL Ret | SNE 2 | THR 6 | ZAN 3 | DON 9 | OUL 3 | NOG Ret | MAL Ret | BRH Ret | THR 6 | SNE 7 | SIL 7 | 8e   | 19     |

## Récompenses italiennes
Médaille d'or pour la valeur athlétique - Vice-champion du monde de vitesse moto catégorie 500 cm3 (brevet n° 42) en 1965.
 Médaille d'or pour la valeur athlétique - Champion du monde de vitesse moto catégorie 500 cm3 (brevet n° 387) en 1966.
 Commandeur de l'Ordre du mérite de la République italienne, décernée à l'initiative du Président de la République italienne Carlo Azeglio Ciampi en 2003.
 Collier d'or du Mérite sportif décerné conformément à l'art. 5 du règlement (brevet n° 475) en 2014.

## Anecdotes
- Convaincu dès son plus jeune âge qu'aucune de ses expériences ne doit être perdue, il tient un journal précis et méticuleux de toute son activité sportive, écrit de sa propre main sur de simples cahiers d'écolier.
- Au cours de sa carrière, même après avoir remporté le titre mondial, le champion de Bergame a continué à s'entraîner sur les routes de montagne du Val Camonica et des environs. Comme il n'y avait pas à l'époque de motos italiennes de grosse cylindrée avec transmission par chaîne, il a utilisé une Norton 650SS (en) de 1966 à 1968, pour la remplacer en 1969 par une Triumph Trident T150, que la maison mère lui avait spécialement préparée et qu'avait piloté John Cooper.
- Bien que dans les films[80] et les images publicitaires, pour des raisons scénographiques, il ait été contraint de porter des casques jet ou intégraux modernes, pendant des années, Agostini a été l'un des plus fervents partisans du casque de type Cromwell, également appelé "type bol". Il utilise un casque intégral pour la première fois en course en 1971, lors du GP de Belgique à Spa-Francorchamps. À cette occasion, il s'agissait d'un casque Bell, sans les graphismes tricolores habituels, fourni par le département course de MV Agusta. La victoire, pourtant obtenue, a convaincu Agostini d'abandonner le casque "bol" obsolète.
- Après des centaines de victoires, le 7 avril 1974, Agostini boucle le tour d'honneur des 200 Miles d'Imola, pour la première fois avec la main gauche levée pour saluer le public. Ce geste, devenu habituel des années plus tard, était à l'époque strictement interdit par la réglementation et sanctionné par de très lourdes amendes. Agostini a pu le faire car les "200 Miles" étaient une course avec des règlements spéciaux FIM - AMA, dans lesquels l'inclusion de cette règle de sécurité spécifique avait été oubliée[81].
- Particulièrement dévoué au culte marial, il fit insérer dans le rembourrage de son casque une médaille de Notre-Dame de Lourdes.
- Le groupe de punk rock américain Zeke a dédié une chanson au pilote, intitulée "Viva Agostini", présentée sur l'album Flat Tracker de 1996. Le pilote est également mentionné dans la chanson "Blues for Findlay" , tirée de l'album du groupe Gong "Continental Circus"[82].
- Une des plus grande fierté de Giacomo AGOSTINI est d'avoir apposé, lors des Coupes Moto Légende 2012, son autographe sur le polo orange du Moto Club Saint Aubinois d'André, dit Bino (Binoche pour les intimes) ou Dédé, son plus grand fan et possesseur de motos MV Agusta.

### Filmographie
- 1971 : Continental Circus de Jérôme Laperrousaz
- 1974 : Le cheval de fer de Pierre-William Glenn
- 2015 : Il était une fois le Continental Circus  de Bernard Fau
- Amore Formula 2, regia di Mario Amendola (1970)
- Bolidi sull'asfalto - A tutta birra!, regia di Bruno Corbucci (1970)
- Dans l'enfer de Monza (VO : Nell’inferno di Monza).